# Filmjahr 2018
Liste der Filmjahre

◄◄ | ◄ | 2014 | 2015 | 2016 | 2017 | Filmjahr 2018 | 2019 | 2020 | 2021 | 2022 | ►

Weitere Ereignisse

## Top 10 der erfolgreichsten Filme

### In Deutschland
Die zehn erfolgreichsten Filme an den deutschen Kinokassen nach Besucherzahlen (Stand: 20. November 2020):
| Platz | Filmtitel                                        | Besucher  |
| ----- | ------------------------------------------------ | --------- |
| 1.    | Bohemian Rhapsody                                | 3.957.870 |
| 2.    | Phantastische Tierwesen: Grindelwalds Verbrechen | 3.895.886 |
| 3.    | Der Junge muss an die frische Luft               | 3.886.808 |
| 4.    | Avengers: Infinity War                           | 3.457.546 |
| 5.    | Fifty Shades of Grey – Befreite Lust             | 3.008.675 |
| 6.    | Hotel Transsilvanien 3 – Ein Monster Urlaub      | 2.557.761 |
| 7.    | Jurassic World: Das gefallene Königreich         | 2.404.197 |
| 8.    | Der Grinch                                       | 2.286.738 |
| 9.    | Deadpool 2                                       | 2.245.995 |
| 10.   | Mamma Mia! Here We Go Again                      | 2.203.898 |

### In Österreich
Die erfolgreichsten Filme an den österreichischen Kinokassen nach Besucherzahlen (Stand: März 2019):
| Platz | Filmtitel                                        | Besucher |
| ----- | ------------------------------------------------ | -------- |
| 1.    | Mamma Mia! Here We Go Again                      | 480.496  |
| 2.    | Avengers: Infinity War                           | 411.857  |
| 3.    | Fifty Shades of Grey – Befreite Lust             | 402.824  |
| 4.    | Bohemian Rhapsody                                | 380.755  |
| 5.    | Phantastische Tierwesen: Grindelwalds Verbrechen | 357.000  |
| 6.    | Der Grinch                                       | 356.694  |
| 7.    | Hotel Transsilvanien 3 – Ein Monster Urlaub      | 337.162  |
| 8.    | Deadpool 2                                       | 300.581  |
| 9.    | Hilfe, ich hab meine Eltern geschrumpft          | 122.956  |
| 10.   | Arthur & Claire                                  | 87.828   |

### In der Schweiz
Die zehn erfolgreichsten Filme an den schweizerischen Kinokassen nach Besucherzahlen (Stand: 4. Oktober 2019):
| Platz | Filmtitel                                                 | Besucher |
| ----- | --------------------------------------------------------- | -------- |
| 1.    | Bohemian Rhapsody                                         | 534.161  |
| 2.    | Phantastische Tierwesen: Grindelwalds Verbrechen          | 318.882  |
| 3.    | Avengers: Infinity War                                    | 312.709  |
| 4.    | Wolkenbruchs wunderliche Reise in die Arme einer Schickse | 298.243  |
| 5.    | Der Grinch                                                | 282.464  |
| 6.    | Mamma Mia! Here We Go Again                               | 279.025  |
| 7.    | A Star Is Born                                            | 274.759  |
| 8.    | Hotel Transsilvanien 3 – Ein Monster Urlaub               | 252.945  |
| 9.    | Die Unglaublichen 2                                       | 247.663  |
| 10.   | Aquaman                                                   | 247.083  |

### In den Vereinigten Staaten
Die zehn erfolgreichsten Filme an den US-amerikanischen Kinokassen nach Einspielergebnis in US-Dollar (Stand: 4. Oktober 2019):
| Platz | Filmtitel                                | Einnahmen     |
| ----- | ---------------------------------------- | ------------- |
| 1.    | Black Panther                            | 700.059.566 $ |
| 2.    | Avengers: Infinity War                   | 678.815.482 $ |
| 3.    | Die Unglaublichen 2                      | 608.581.744 $ |
| 4.    | Jurassic World: Das gefallene Königreich | 417.719.760 $ |
| 5.    | Aquaman                                  | 335.061.807 $ |
| 6.    | Deadpool 2                               | 324.591.735 $ |
| 7.    | Der Grinch                               | 270.620.950 $ |
| 8.    | Mission: Impossible – Fallout            | 220.159.104 $ |
| 9.    | Ant-Man and the Wasp                     | 216.648.740 $ |
| 10.   | Bohemian Rhapsody                        | 216.428.042 $ |

### Weltweit
Die zehn weltweit erfolgreichsten Filme nach Einspielergebnis in US-Dollar (Stand: 4. Oktober 2019):
| Platz | Filmtitel                                        | Einnahmen       |
| ----- | ------------------------------------------------ | --------------- |
| 1.    | Avengers: Infinity War                           | 2.048.359.754 $ |
| 2.    | Black Panther                                    | 1.346.913.161 $ |
| 3.    | Jurassic World: Das gefallene Königreich         | 1.308.467.944 $ |
| 4.    | Die Unglaublichen 2                              | 1.242.805.359 $ |
| 5.    | Aquaman                                          | 1.148.061.807 $ |
| 6.    | Bohemian Rhapsody                                | 903.655.259 $   |
| 7.    | Venom                                            | 856.085.151 $   |
| 8.    | Mission: Impossible – Fallout                    | 791.115.104 $   |
| 9.    | Deadpool 2                                       | 785.046.920 $   |
| 10.   | Phantastische Tierwesen: Grindelwalds Verbrechen | 653.755.901 $   |

## Ereignisse
- 10. Todestag des Schauspielers Heath Ledger am 22. Januar 2018
- 75. Geburtstag des Schauspielers Gil Gerard am 23. Januar 2018
- 100. Jahrestag der Uraufführung von Tarzan bei den Affen von  Scott Sidney am 27. Januar 2018
- 75. Geburtstag der Schauspielerin Blythe Danner am 3. Februar 2018
- 75. Geburtstag des Regisseurs Michael Mann am 5. Februar 2018
- 75. Geburtstag des Schauspielers Joe Pesci am 9. Februar 2018
- 50. Geburtstag des Schauspielers Josh Brolin am 12. Februar 2018
- 50. Geburtstag des Schauspielers Daniel Craig am 2. März 2018
- 75. Geburtstag des Regisseurs David Cronenberg am 15. März 2018
- 10. Todestag des Schauspielers Richard Widmark am 24. März 2018
- 75. Geburtstag des Komponisten Vangelis am 29. März 2018
- 75. Geburtstag des Schauspielers Christopher Walken am 31. März 2018
- 50. Jahrestag der Uraufführung von 2001: Odyssee im Weltraum am 2. April 2018
- 75. Todestag des Schauspielers Conrad Veidt am 3. April 2018
- 10. Todestag des Schauspielers Charlton Heston am 5. April 2018
- 50. Geburtstag der Schauspielerin Patricia Arquette am 8. April 2018
- 50. Geburtstag der Schauspielerin Ashley Judd am 19. April 2018
- 50. Geburtstag des Schauspielers und Regisseurs Michael Herbig am 29. April 2018
- 50. Geburtstag des Schauspielers Jürgen Vogel am 29. April 2018
- 90. Geburtstag des Komponisten Burt Bacharach am 12. Mai 2018
- 10. Todestag des Schauspielers Sydney Pollack am 26. Mai 2018
- 20. Todestag des Schauspielers Phil Hartman am 28. Mai 2018
- 75. Geburtstag des Schauspielers Malcolm McDowell am 13. Juni 2018
- 50. Geburtstag des Regisseurs Robert Rodriguez am 20. Juni 2018
- 75. Geburtstag des Schauspielers Klaus Maria Brandauer am 22. Juni 2018
- 75. Geburtstag des Komponisten Jeff Wayne am 1. Juli 2018
- 50. Geburtstag des Schauspielers Rhys Ifans am 22. Juli 2018
- 75. Geburtstag des Schauspielers, Musikers, Sängers und Songwriters Mick Jagger am 26. Juli 2018
- 50. Geburtstag des Schauspielers Cliff Curtis am 27. Juli 2018
- 100. Geburtstag des Filmproduzenten Artur Brauner am 1. August 2018
- 50. Geburtstag des Schauspielers Daniel Dae Kim am 4. August 2018
- 50. Geburtstag der Schauspielerin Gillian Anderson am 9. August 2018
- 50. Geburtstag des Schauspielers Eric Bana am 9. August 2018
- 75. Geburtstag des Schauspielers Robert De Niro am 17. August 2018
- 50. Geburtstag des Regisseurs Guy Ritchie am 10. September 2018
- 75. Geburtstag des Produzenten Jerry Bruckheimer am 21. September 2018
- 50. Geburtstag des Schauspielers Will Smith am 25. September 2018
- 10. Todestag des Schauspielers Paul Newman am 26. September 2018
- 50. Geburtstag des Schauspielers James Caviezel am 26. September 2018
- 50. Geburtstag der Schauspielerin Naomi Watts am 28. September 2018
- 75. Geburtstag des Schauspielers Chevy Chase am 8. Oktober 2018
- 75. Geburtstag des Schauspielers John Nettles am 11. Oktober 2018
- 50. Geburtstag des Schauspielers Hugh Jackman am 12. Oktober 2018
- 100. Geburtstag der Schauspielerin Rita Hayworth am 17. Oktober 2018 († 1987)
- 75. Geburtstag des Regisseurs Jan de Bont am 22. Oktober 2018
- 75. Geburtstag der Schauspielerin Catherine Deneuve am 22. Oktober 2018
- 10. Todestag des Drehbuchautors und Regisseurs Michael Crichton am 4. November 2018
- 50. Geburtstag des Schauspielers Sam Rockwell am 5. November 2018
- 90. Geburtstag des Komponisten Ennio Morricone am 10. November 2018
- 50. Geburtstag des Schauspielers Owen Wilson am 18. November 2018
- 75. Geburtstag des Komponisten Randy Newman am 28. November 2018
- 75. Geburtstag des Regisseurs, Drehbuchautors und Produzenten Terrence Malick am 30. November 2018
- 50. Geburtstag der Schauspielerin Lucy Liu am 2. Dezember 2018
- 50. Geburtstag des Schauspielers Brendan Fraser am 3. Dezember 2018
- 50. Geburtstag des Schauspielers Casper Van Dien am 18. Dezember 2018
- 75. Geburtstag der Schauspielerin Hanna Schygulla am 25. Dezember 2018
- 75. Geburtstag des Schauspielers Ben Kingsley am 31. Dezember 2018

## Filmpreise

### Golden Globe Award
Die Verleihung der 75. Golden Globe Awards fand am 8. Januar 2018 statt.
- Bester Film (Drama): Three Billboards Outside Ebbing, Missouri – Regie: Martin McDonagh
- Bester Film (Komödie/Musical): Lady Bird – Regie: Greta Gerwig
- Beste Regie: Guillermo del Toro (Shape of Water – Das Flüstern des Wassers)
- Beste Hauptdarstellerin (Drama): Frances McDormand (Three Billboards Outside Ebbing, Missouri)
- Beste Hauptdarstellerin (Komödie/Musical): Saoirse Ronan (Lady Bird)
- Bester Hauptdarsteller (Drama): Gary Oldman (Die dunkelste Stunde)
- Bester Hauptdarsteller (Komödie/Musical): James Franco (The Disaster Artist)
- Bester fremdsprachiger Film: Aus dem Nichts (Deutschland/Frankreich)

Vollständige Liste der Preisträger

### Bayerischer Filmpreis
Die Verleihung des 39. Bayerischen Filmpreises fand am 19. Januar 2018 statt.
- Beste Produktion: Jörg Schulze und Philipp Kreuzer für The Happy Prince und Kerstin Schmidbauer für Grießnockerlaffäre
- Beste Regie: Fatih Akin für Aus dem Nichts
- Beste Darstellerin: Diane Kruger für Aus dem Nichts
- Bester Darsteller: David Kross und Frederick Lau für Simpel
- Beste Nachwuchsdarstellerin: Verena Altenberger für Die beste aller Welten
- Bester Nachwuchsdarsteller: Jonas Dassler für LOMO – The Language of Many Others und Das schweigende Klassenzimmer
- Beste Nachwuchsregie: Adrian Goiginger für Die beste aller Welten

Vollständige Liste der Preisträger

### Sundance Film Festival
Das 33. Sundance Film Festival fand von 18. bis 28. Januar 2018 statt.
- Großer Preis der Jury: Spielfilm – The Miseducation of Cameron Post (Regie: Desiree Akhavan)
- Großer Preis der Jury: Dokumentarfilm – Kailash (Regie: Derek Doneen)
- Großer Preis der Jury „World Cinema“: Spielfilm – Butterflies (Regie: Tolga Karaçelik)
- Großer Preis der Jury „World Cinema“: Dokumentarfilm – Of Fathers and Sons (Regie: Talal Derki)

Vollständige Liste der Preisträger

### Österreichischer Filmpreis

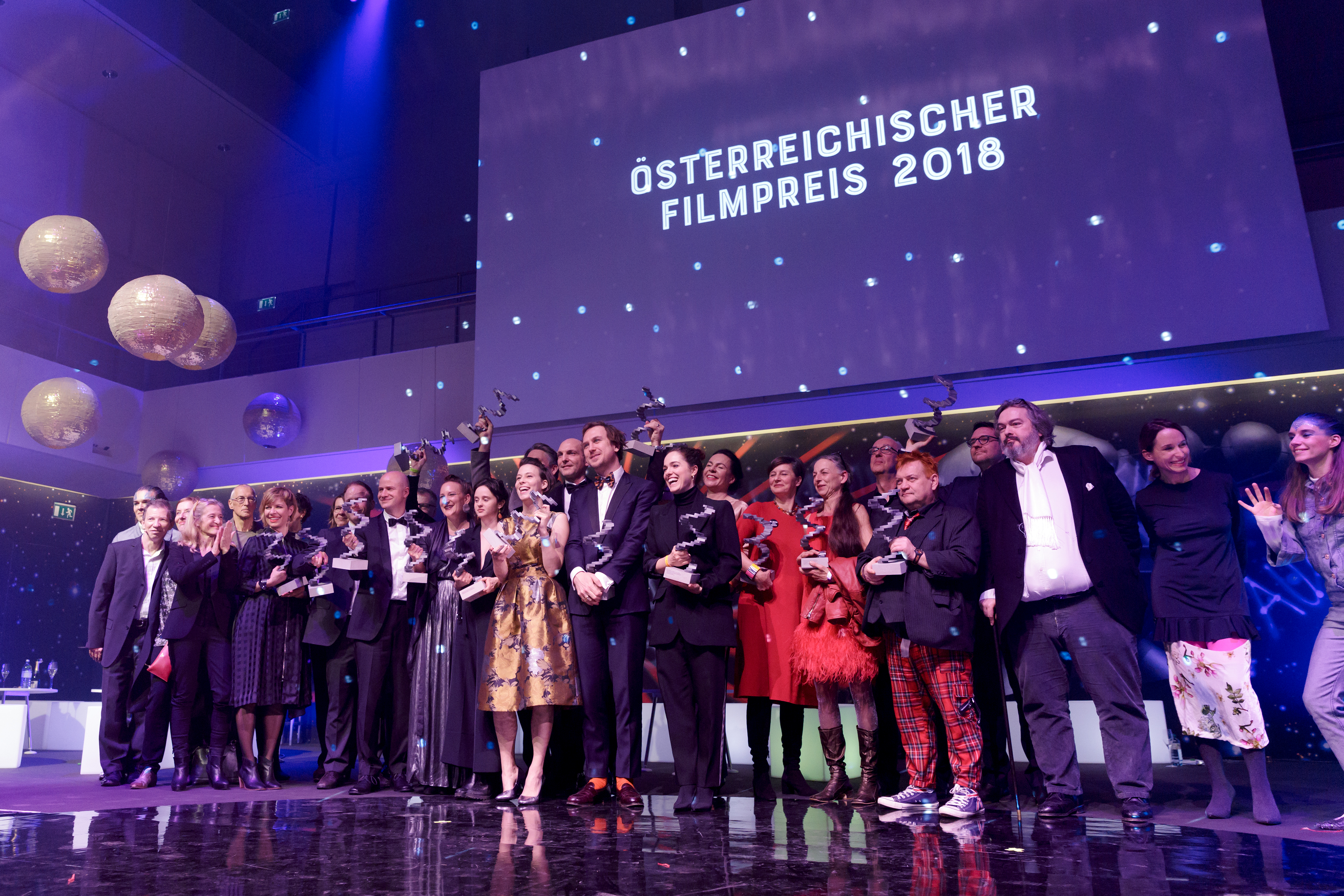
Preisträger des Österreichischen Filmpreises 2018

Die Verleihung des 8. Österreichischen Filmpreises fand am 31. Januar 2018 statt.
- Bester Spielfilm: Die beste aller Welten
- Beste Regie: Adrian Goiginger für Die beste aller Welten
- Bester Darsteller: Lars Eidinger für Die Blumen von gestern
- Beste Darstellerin: Verena Altenberger für Die beste aller Welten
- Bester Dokumentarfilm: Untitled
- Bester Kurzfilm: Mathias
- Bestes Drehbuch: Adrian Goiginger für Die beste aller Welten

Vollständige Liste der Preisträger

### Berlinale
Die 68. Internationalen Filmfestspiele Berlin fanden vom 15. bis zum 25. Februar 2018 statt.
- Goldener Bär: Touch Me Not – Regie: Adina Pintilie
- Silberner Bär – Großer Preis der Jury: Twarz – Regie: Małgorzata Szumowska
- Silberner Bär – Beste Regie: Wes Anderson (Isle of Dogs – Ataris Reise)
- Silberner Bär – Beste Darstellerin: Ana Brun (Die Erbinnen)
- Silberner Bär – Bester Darsteller: Anthony Bajon (Auferstehen)
- Silberner Bär – Bestes Drehbuch: Manuel Alcalá und Alonso Ruizpalacios (Museo)

Vollständige Liste der Preisträger

### British Academy Film Award
Die 71. BAFTA-Award-Verleihung fand am 18. Februar 2018 statt.
- Bester Film: Three Billboards Outside Ebbing, Missouri – Graham Broadbent, Pete Czernin und Martin McDonagh
- Bester britischer Film: Three Billboards Outside Ebbing, Missouri – Graham Broadbent, Pete Czernin,  Martin McDonagh
- Beste Regie: Shape of Water – Das Flüstern des Wassers (The Shape of Water) – Guillermo del Toro
- Bester Hauptdarsteller: Gary Oldman – Die dunkelste Stunde (Darkest Hour)
- Beste Hauptdarstellerin: Frances McDormand – Three Billboards Outside Ebbing, Missouri

Vollständige Liste der Preisträger

### César
Die 43. César-Verleihung fand am 2. März 2018 statt.
- Bester Film: 120 BPM (Regie: Robin Campillo)
- Beste Regie: Albert Dupontel für Au revoir là-haut
- Bester Hauptdarsteller: Swann Arlaud für Bloody Milk (Petit paysan)
- Beste Hauptdarstellerin: Jeanne Balibar für Barbara
- Bestes Originaldrehbuch: Robin Campillo für 120 BPM
- Bester fremdsprachiger Film: Loveless (Regie: Andrei Swjaginzew)

Vollständige Liste der Preisträger

### Goldene Himbeere
Die 38. Razzie-Verleihung fand am 3. März 2018 statt.
- Schlechtester Film: Emoji – Der Film
- Schlechteste Regie: Tony Leondis für Emoji – Der Film
- Schlechtester Darsteller: Tom Cruise in Die Mumie als Nick Morton
- Schlechteste Darstellerin: Tyler Perry in Boo 2! A Madea Halloween als Madea
- Schlechtester Nebendarsteller: Mel Gibson in Daddy’s Home 2 – Mehr Väter, mehr Probleme! als Kurt Mayron
- Schlechteste Nebendarstellerin: Kim Basinger in Fifty Shades of Grey – Gefährliche Liebe als Elena Lincoln

Vollständige Liste der Preisträger

### Oscar
Die 90. Oscar-Verleihung fand am 4. März 2018 statt.
- Bester Film: Shape of Water – Das Flüstern des Wassers (The Shape of Water) – Guillermo del Toro und J. Miles Dale
- Beste Regie: Guillermo del Toro – Shape of Water – Das Flüstern des Wassers (The Shape of Water)
- Bester Hauptdarsteller: Gary Oldman – Die dunkelste Stunde (Darkest Hour)
- Beste Hauptdarstellerin: Frances McDormand – Three Billboards Outside Ebbing, Missouri
- Bester Nebendarsteller: Sam Rockwell – Three Billboards Outside Ebbing, Missouri
- Beste Nebendarstellerin: Allison Janney – I, Tonya
- Bester fremdsprachiger Film: Eine fantastische Frau (Una mujer fantástica), Regie: Sebastián Lelio

Vollständige Liste der Preisträger

### Cannes
Die 71. Internationalen Filmfestspiele von Cannes fanden vom 8. bis 19. Mai 2018 statt.
- Goldene Palme: Manbiki kazoku – Regie: Hirokazu Koreeda
- Großer Preis der Jury: BlacKkKlansman – Regie: Spike Lee
- Beste Regie: Paweł Pawlikowski (Zimna wojna)
- Bester Darsteller: Marcello Fonte (Dogman)
- Beste Darstellerin: Samal Jesljamowa (Ayka)
- Bestes Drehbuch: Jafar Panahi (Se rokh) und Alice Rohrwacher (Lazzaro felice)

Vollständige Liste der Preisträger

### Deutscher Filmpreis
Die 67. Verleihung des Deutschen Filmpreises Lola fand am 27. April 2018 statt.
- Bester Spielfilm: 3 Tage in Quiberon – Regie: Emily Atef
- Beste Regie: Emily Atef (3 Tage in Quiberon)
- Bestes Drehbuch: Fatih Akin und Hark Bohm (Aus dem Nichts)
- Bester Hauptdarsteller: Franz Rogowski (In den Gängen)
- Beste Hauptdarstellerin: Marie Bäumer (3 Tage in Quiberon)

Vollständige Liste der Preisträger

### Student Academy Awards
Die Preisträger der Student Academy Awards werden voraussichtlich im September 2018 bekanntgegeben.

### Venedig
Die 75. Internationalen Filmfestspiele von Venedig fanden vom 29. August bis zum 8. September 2018 statt.
- Goldener Löwe: Roma – Regie: Alfonso Cuarón
- Silberner Löwe – Großer Preis der Jury: The Favourite – Intrigen und Irrsinn – Regie: Giorgos Lanthimos
- Silberner Löwe – Beste Regie: Jacques Audiard (The Sisters Brothers)
- Coppa Volpi – Bester Darsteller: Willem Dafoe (At Eternity’s Gate)
- Coppa Volpi – Beste Darstellerin: Olivia Colman (The Favourite – Intrigen und Irrsinn)
- Bestes Drehbuch: Joel und Ethan Coen (The Ballad of Buster Scruggs)
- Spezialpreis der Jury: The Nightingale – Regie: Jennifer Kent

Liste der Wettbewerbsbeiträge

### Europäischer Filmpreis
Der 31. Europäische Filmpreis wurde am 15. Dezember 2018 in Sevilla verliehen.
- Bester europäischer Film: Cold War – Der Breitengrad der Liebe – Regie: Paweł Pawlikowski
- Beste europäische Komödie: The Death of Stalin – Regie: Armando Iannucci
- Publikumspreis: Call Me by Your Name – Regie: Luca Guadagnino
- Beste Regie: Paweł Pawlikowski für Cold War – Der Breitengrad der Liebe
- Bester Darsteller: Marcello Fonte in Dogman
- Beste Darstellerin: Joanna Kulig in Cold War – Der Breitengrad der Liebe

Vollständige Liste der Preisträger

### Weitere Filmpreise und Auszeichnungen
- Critics’ Choice Movie Award: Bester Film: Shape of Water – Das Flüstern des Wassers; Beste Regie: Guillermo del Toro für Shape of Water – Das Flüstern des Wassers; Bester Hauptdarsteller: Gary Oldman in Die dunkelste Stunde; Beste Hauptdarstellerin: Frances McDormand in Three Billboards Outside Ebbing, Missouri… mehr
- Directors Guild of America Award: Beste Spielfilmregie: Shape of Water – Das Flüstern des Wassers (Guillermo del Toro); Bestes Debütregie: Get Out (Jordan Peele); Bester Dokumentarfilm: City of Ghosts (Matthew Heineman)
- Festival Internacional de Cine de San Sebastián: Goldene Muschel: Isaki Lacuesta für Entre dos aguas
- Filmfestival Max Ophüls Preis: Max-Ophüls-Preis: Landrauschen der Regisseurin Lisa Miller; Preis für mittellange Filme: Bester Mann des Regisseurs Florian Forsch; Kurzfilmpreis: Sacrilège des Regisseurs Christophe M. Saber; Bester Schauspielnachwuchs: Loane Balthasar (Hauptrolle) und Anna Suk (Nebenrolle); Publikumspreis: Cops des Regisseurs Stefan A. Lukacs
- Goya: Bester Film: Der Buchladen der Florence Green (The Bookshop / La librería); Beste Regie: Isabel Coixet für Der Buchladen der Florence Green; Beste Nachwuchsregisseurin: Carla Simón für Fridas Sommer (Estiu 1993); Bester Hauptdarsteller: Javier Gutiérrez in El Autor (El autor); Beste Hauptdarstellerin: Nathalie Poza in No sé decir adiós; Bester europäischer Film: The Square von Ruben Östlund; Bester iberoamerikanischer Film: Eine fantastische Frau von Sebastián Lelio.[8][9]
- Grammy Award: Bester zusammengestellter Soundtrack für visuelle Medien: La La Land von Justin Hurwitz; Bester komponierter Soundtrack für visuelle Medien: La La Land von Justin Hurwitz; Bester Song geschrieben für visuelle Medien: How Far I’ll Go von Auliʻi Cravalho (Autor: Lin-Manuel Miranda; Film: Vaiana)
- Toronto International Film Festival: People’s Choice Award: Green Book – Eine besondere Freundschaft des Regisseurs Peter Farrelly; People’s Choice Award first runner-up: If Beale Street Could Talk des Regisseurs Barry Jenkins; People’s Choice Award second runner-up: Roma des Regisseurs Alfonso Cuarón; Publikumspreis in der Sektion Midnight Madness: Mard Ko Dard Nahi Hota des Regisseurs Vasan Bala; Publikumspreis in der Sektion Documentary: Free Solo der Regisseure E. Chai Vasarhelyi und Jimmy Chin; International Platform Award: Cities of Last Things des Regisseurs Wi Ding Ho

### Termine
- Critics’ Choice Movie Awards, 11. Januar 2018
- Producers Guild of America Awards, 20. Januar 2018[10]
- Grammy Awards, 28. Januar 2018
- Directors Guild of America Awards, 3. Februar 2018
- Satellite Awards, 11. Februar 2018
- British Academy Film Awards, 18. Februar 2018
- Independent Spirit Awards, 3. März 2018
- Saturn Awards, Juni 2018
- Hollywood Film Awards, 4. November 2018
- People’s Choice Awards, 11. November 2018
- Governors Awards, 18. November 2018
- Gotham Awards, 26. November 2018
- National Board of Review Awards, 27. November 2018
- British Independent Film Awards, 2. Dezember 2018

## 2018 Verstorbene

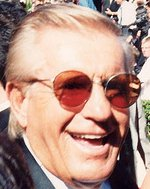
Jerry Van Dyke (1931–2018)

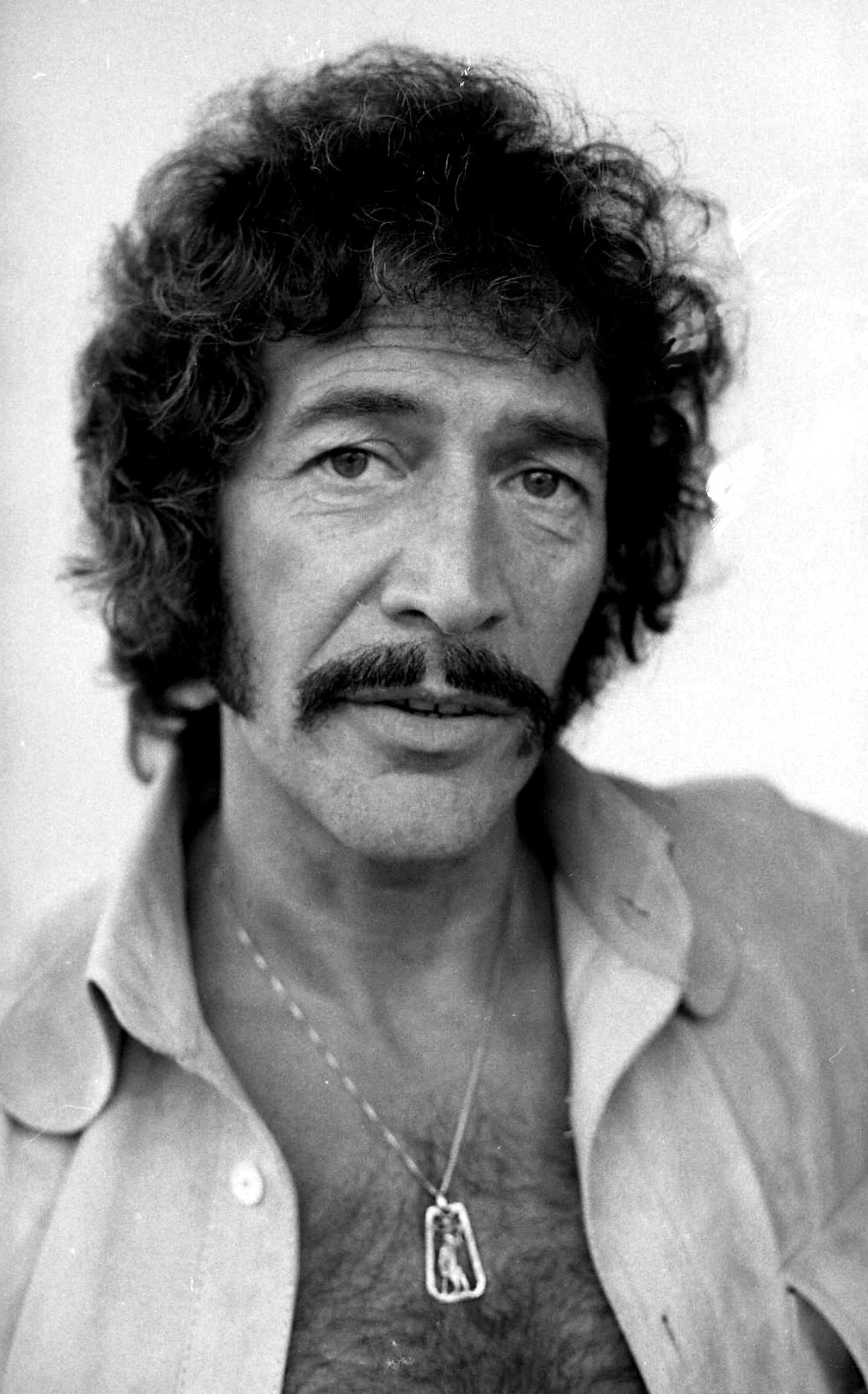
Peter Wyngarde (1927–2018)

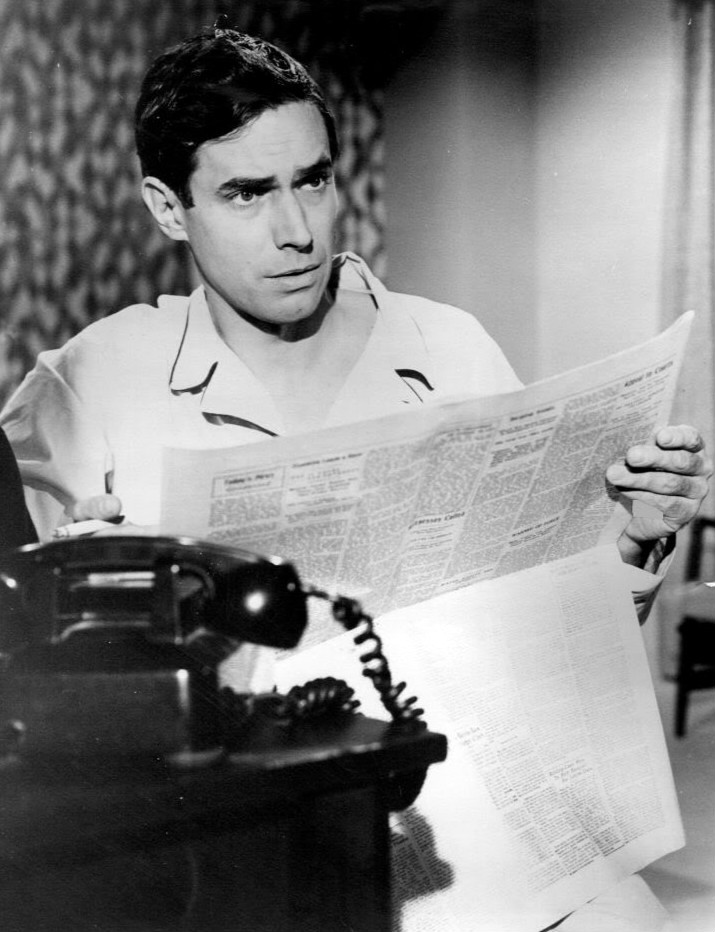
Bradford Dillman (1930–2018)

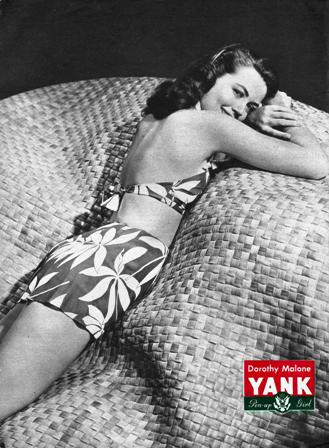
Dorothy Malone (1924–2018)

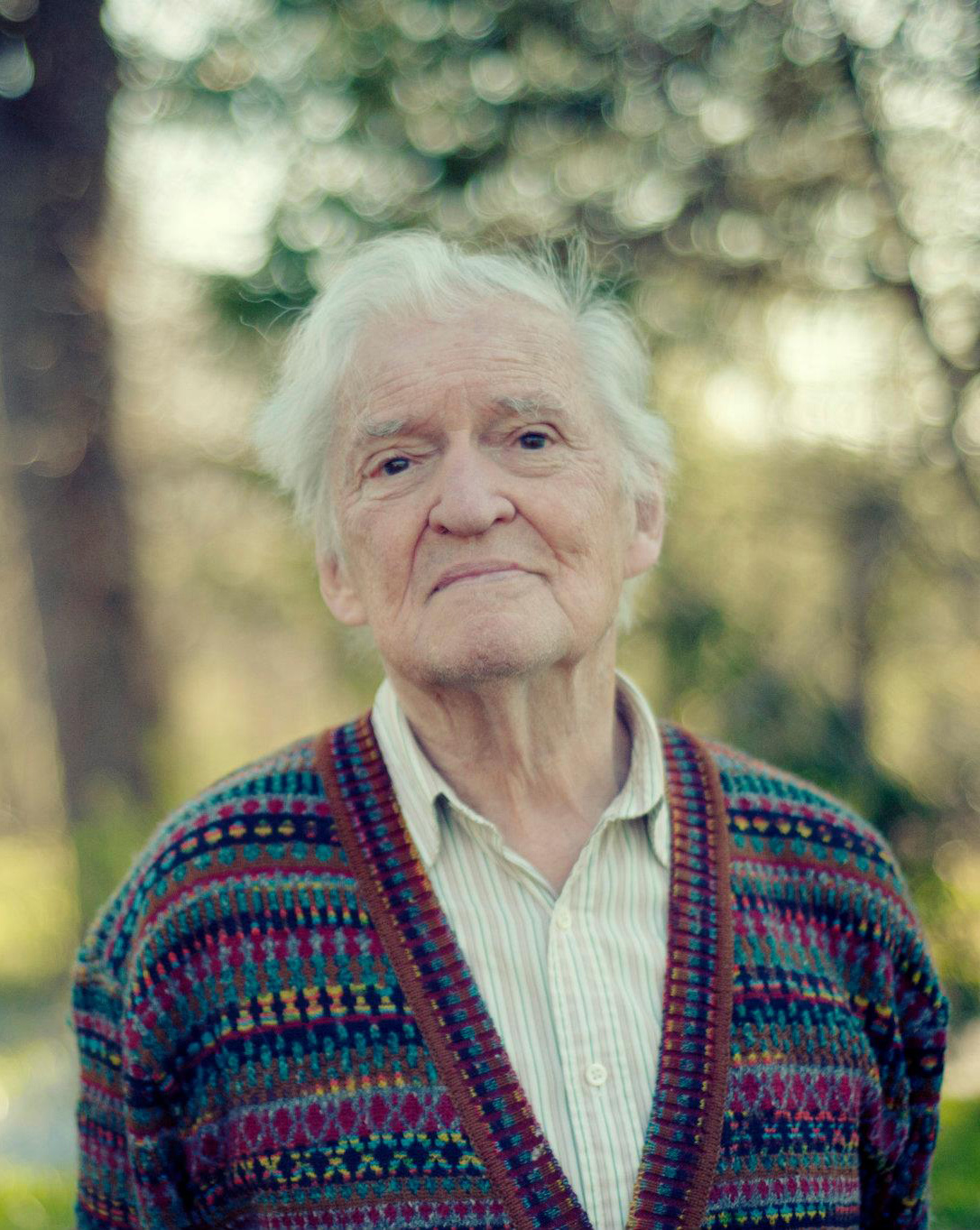
John Morris (1926–2018)

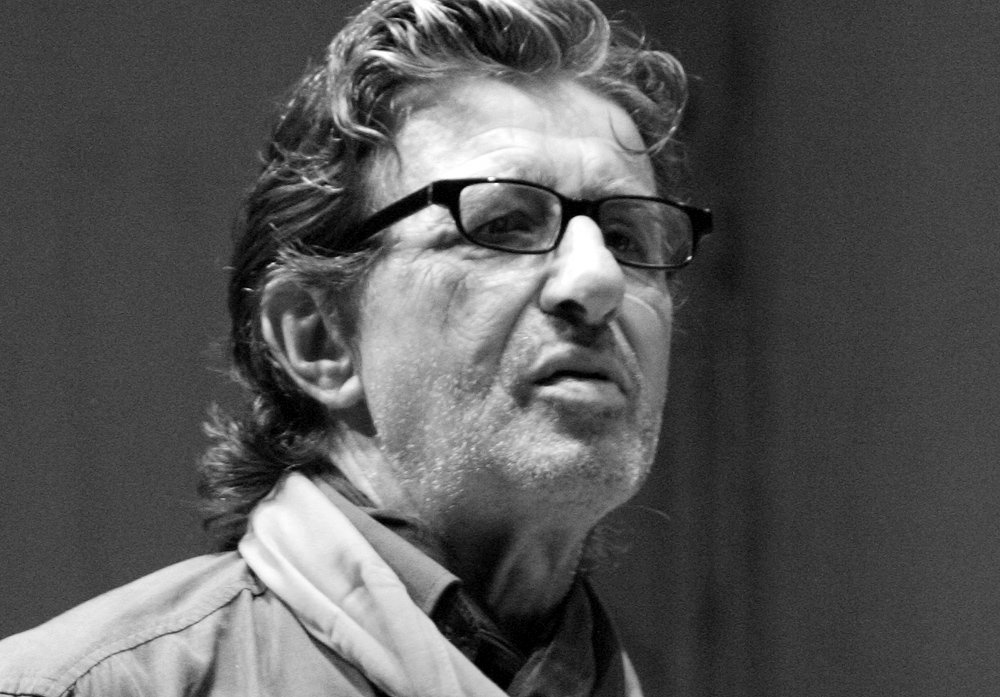
Rolf Zacher (1941–2018)

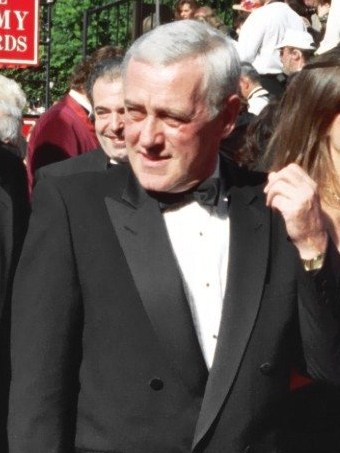
John Mahoney (1940–2018)

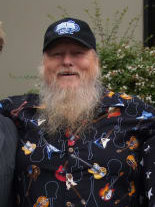
Mickey Jones (1941–2018)

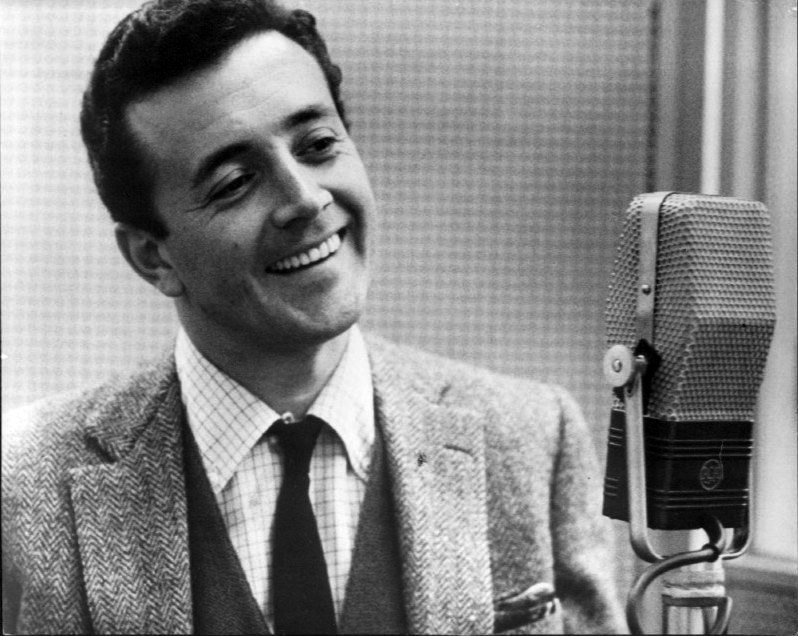
Vic Damone (1928–2018)

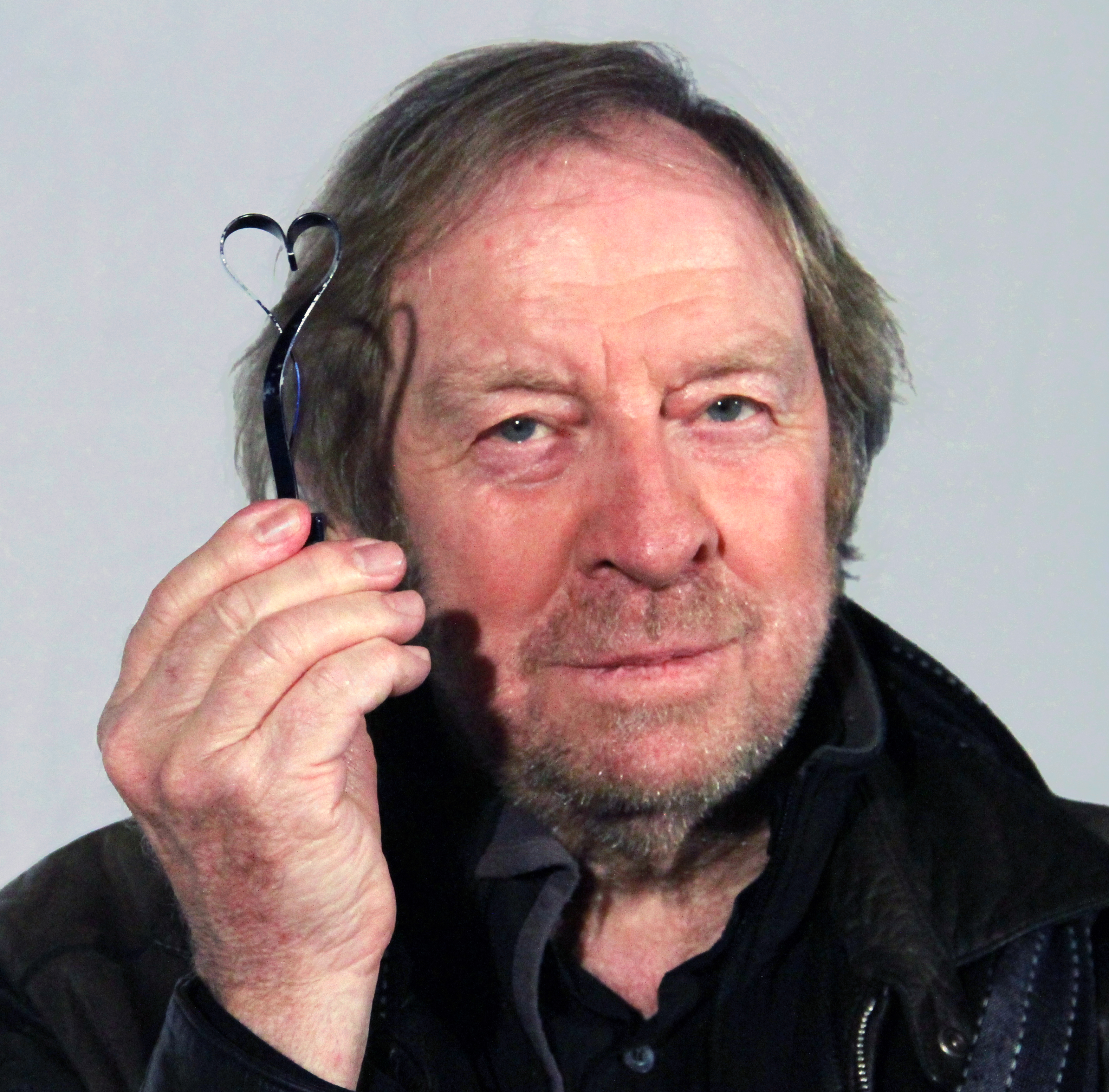
Ulrich Pleitgen (1946–2018)

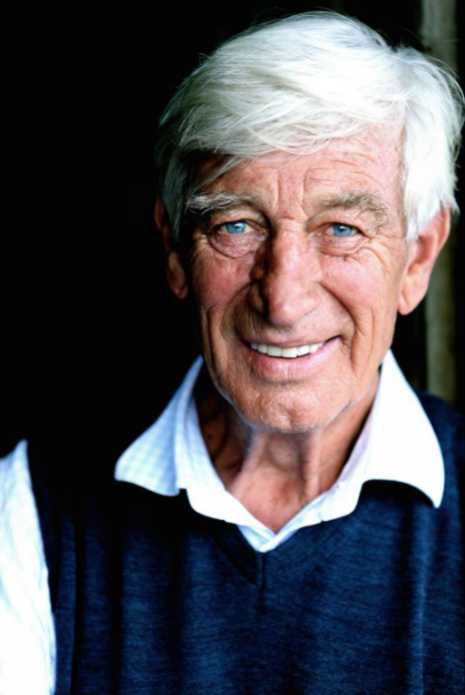
Siegfried Rauch (1932–2018)

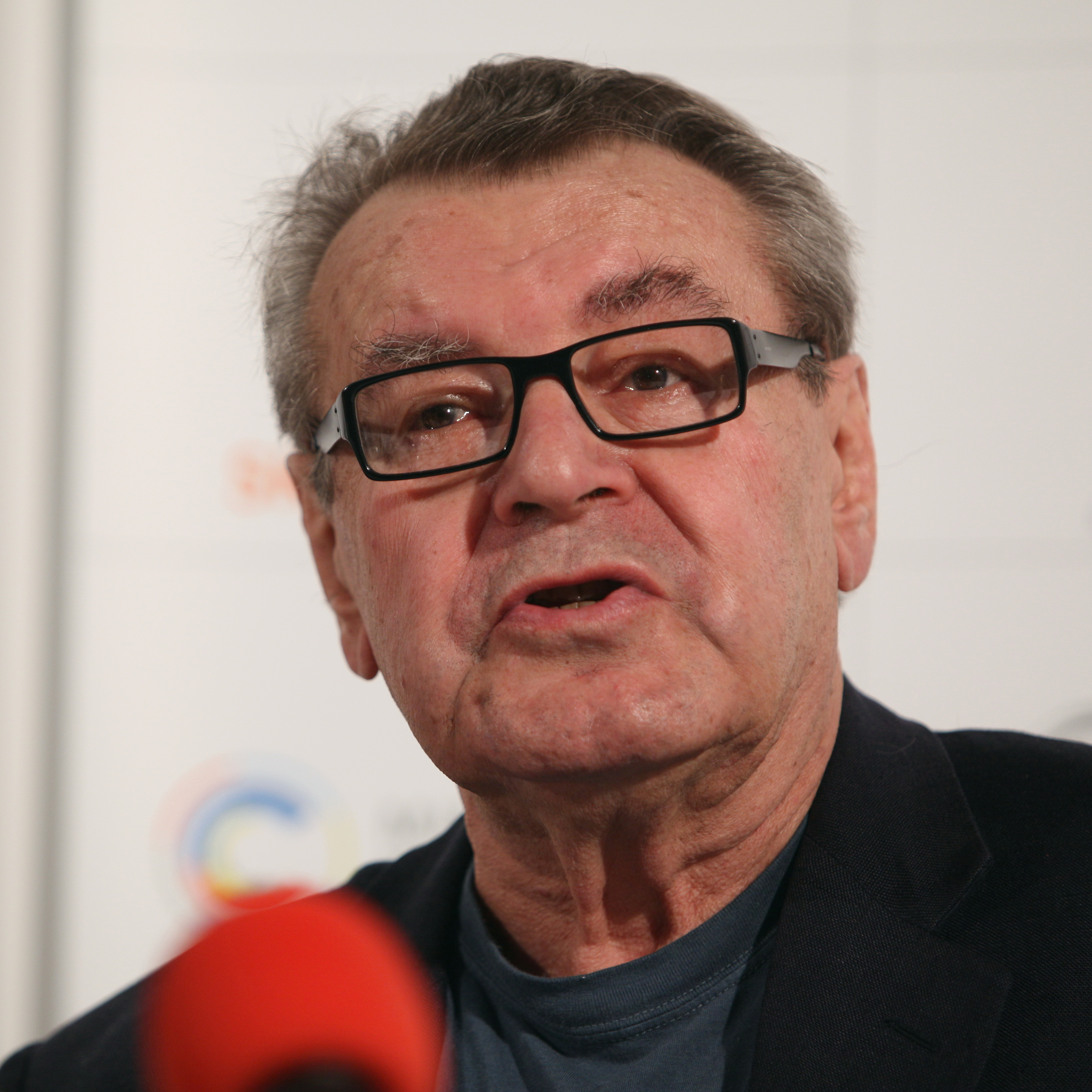
Miloš Forman (1932–2018)

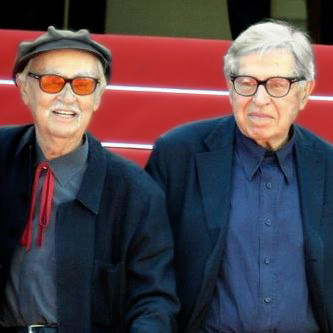
Vittorio Taviani (links) (1929–2018)

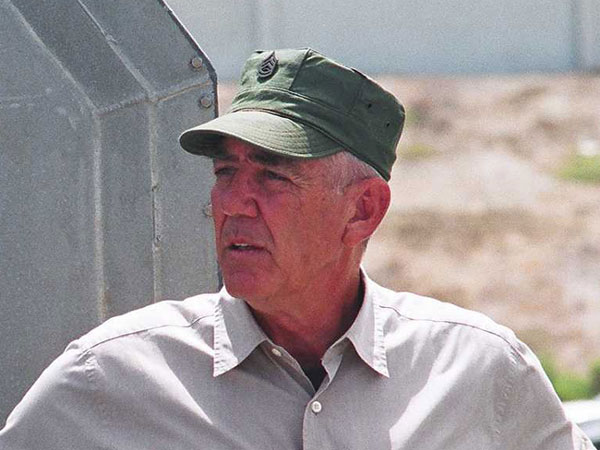
R. Lee Ermey (1944–2018)

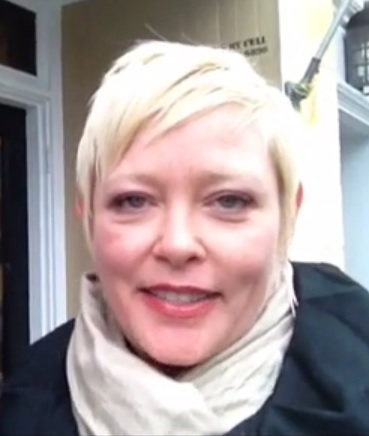
Pamela Gidley (1965–2018)

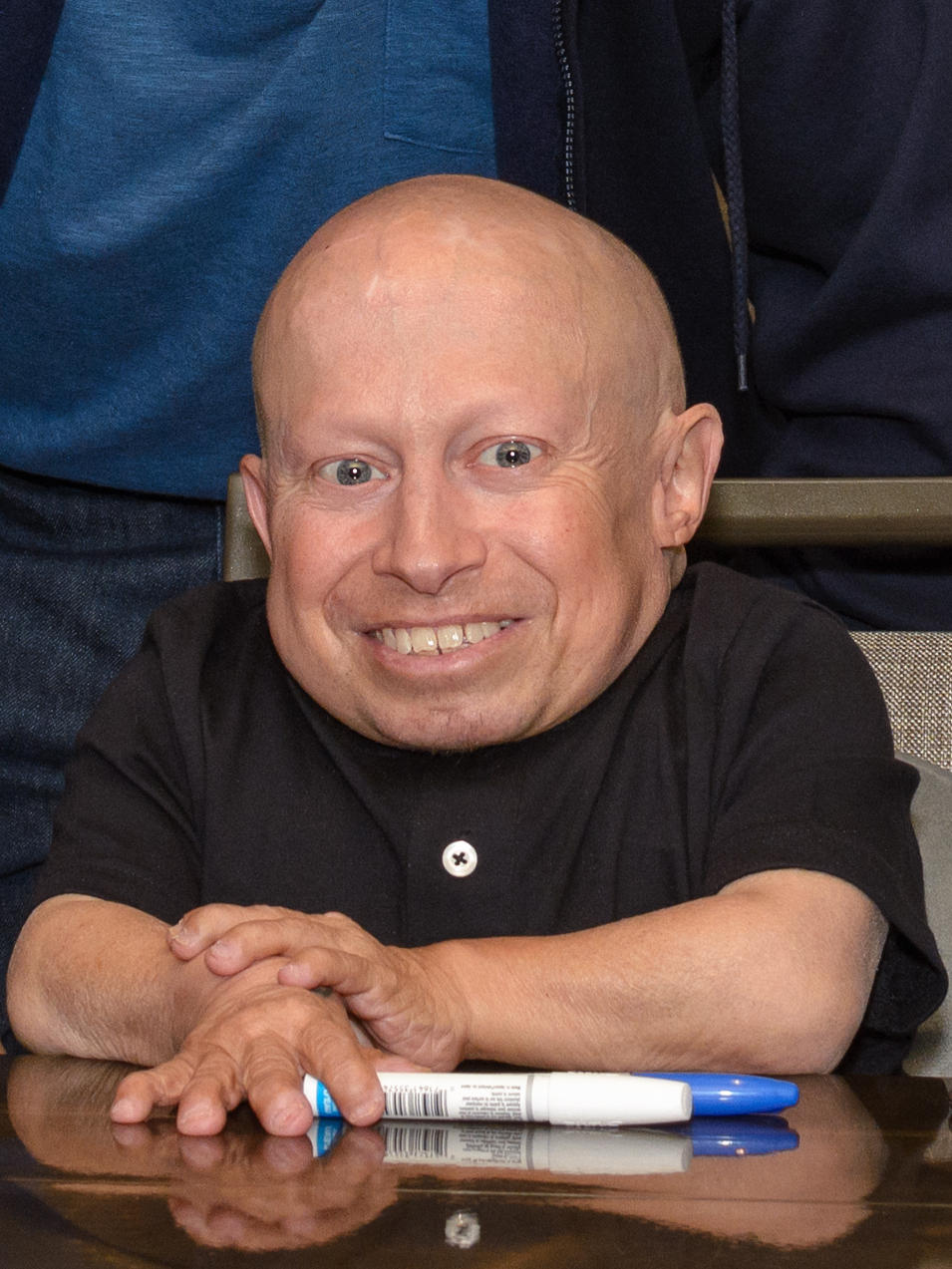
Verne Troyer (1969–2018)

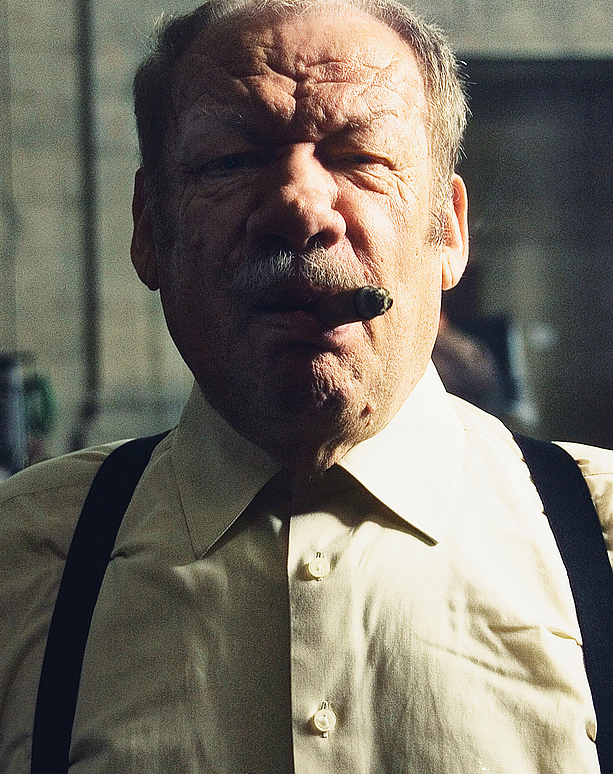
Wolfgang Völz (1930–2018)

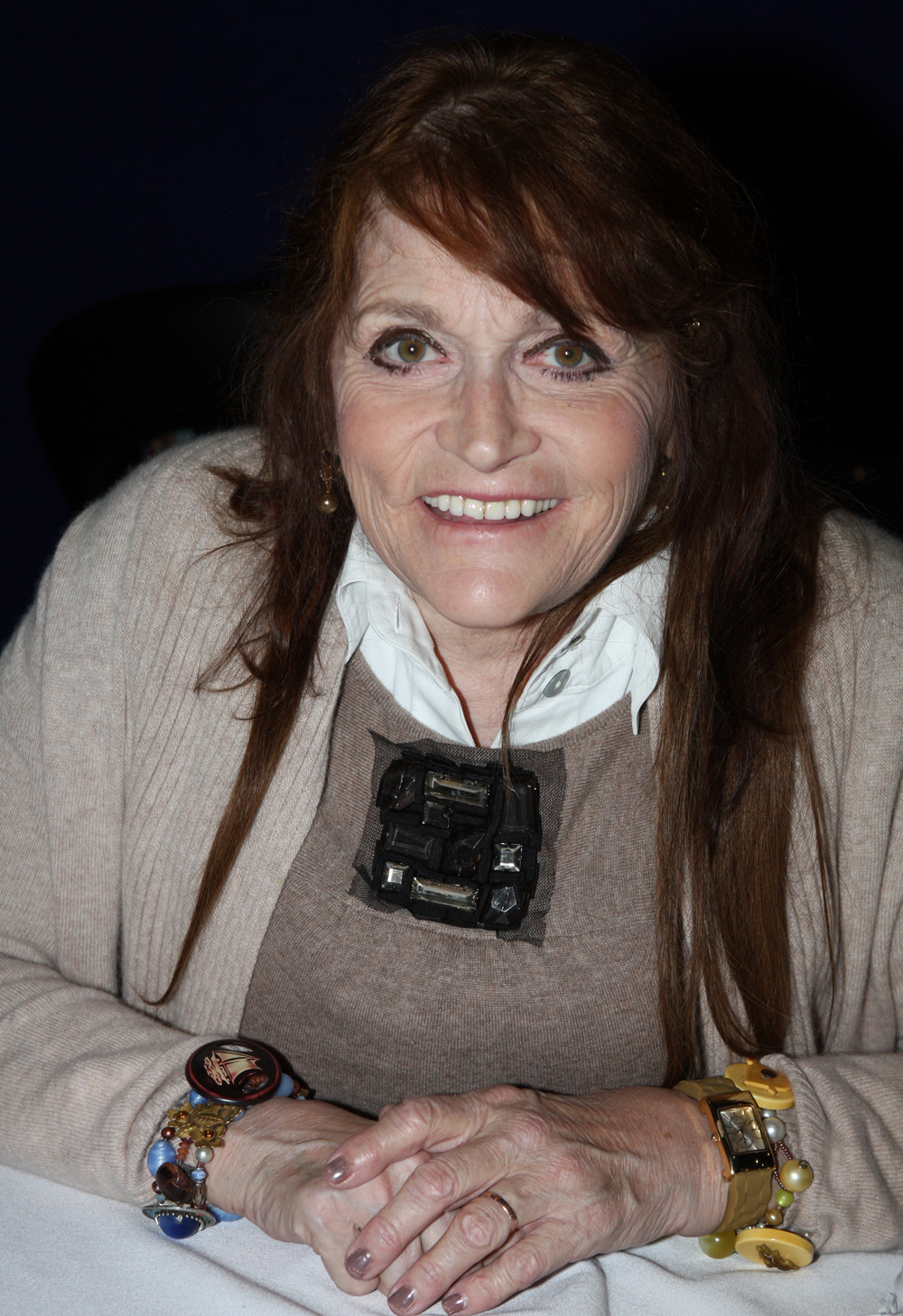
Margot Kidder (1948–2018)

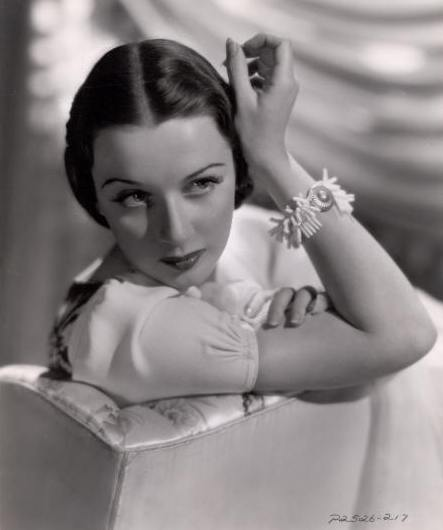
Patricia Morison (1915–2018)

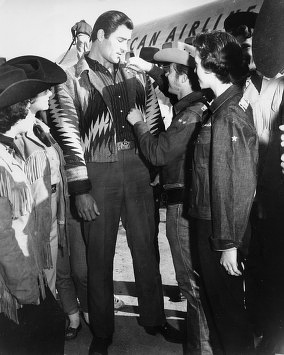
Clint Walker (1927–2018)

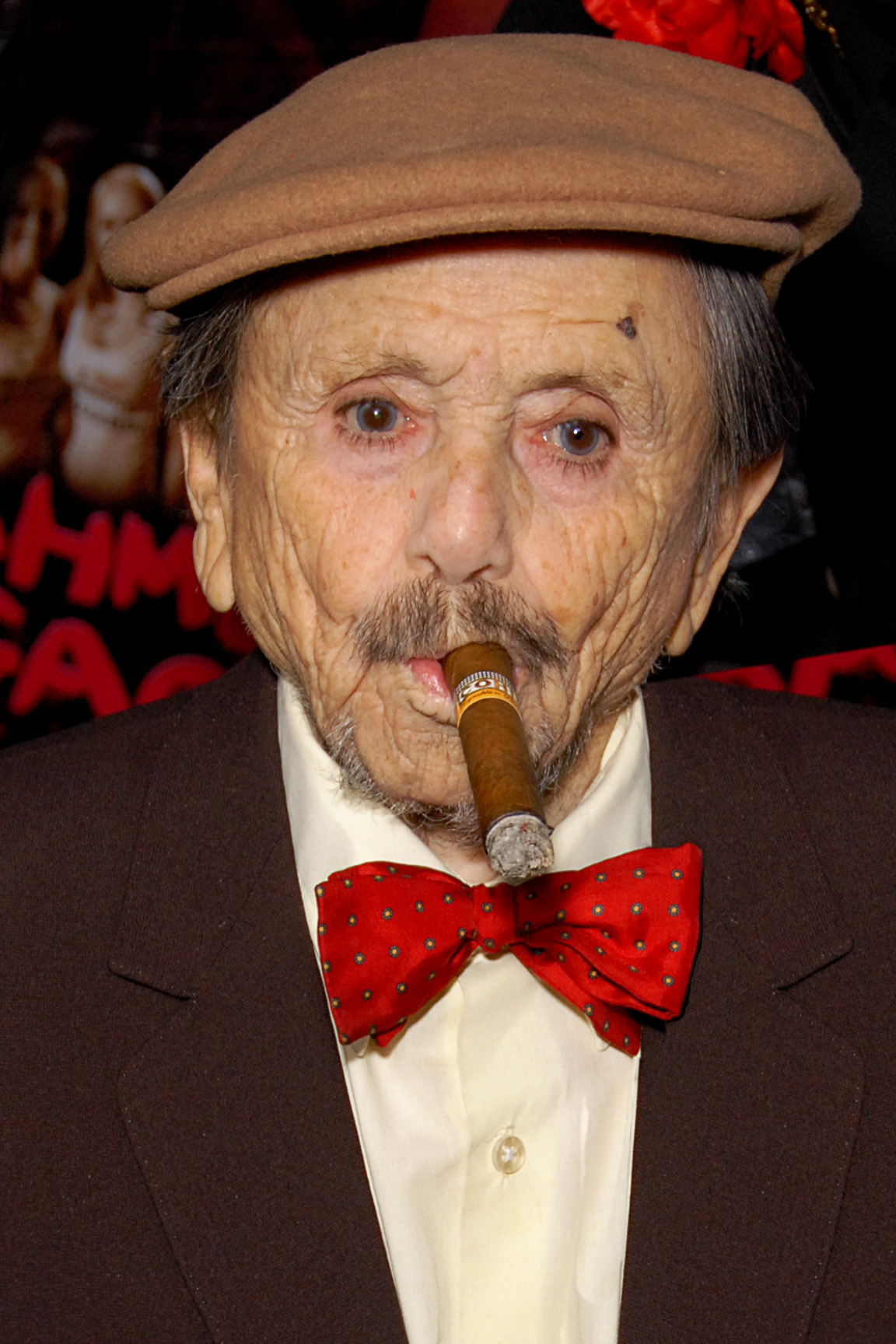
Jerry Maren (1920–2018)

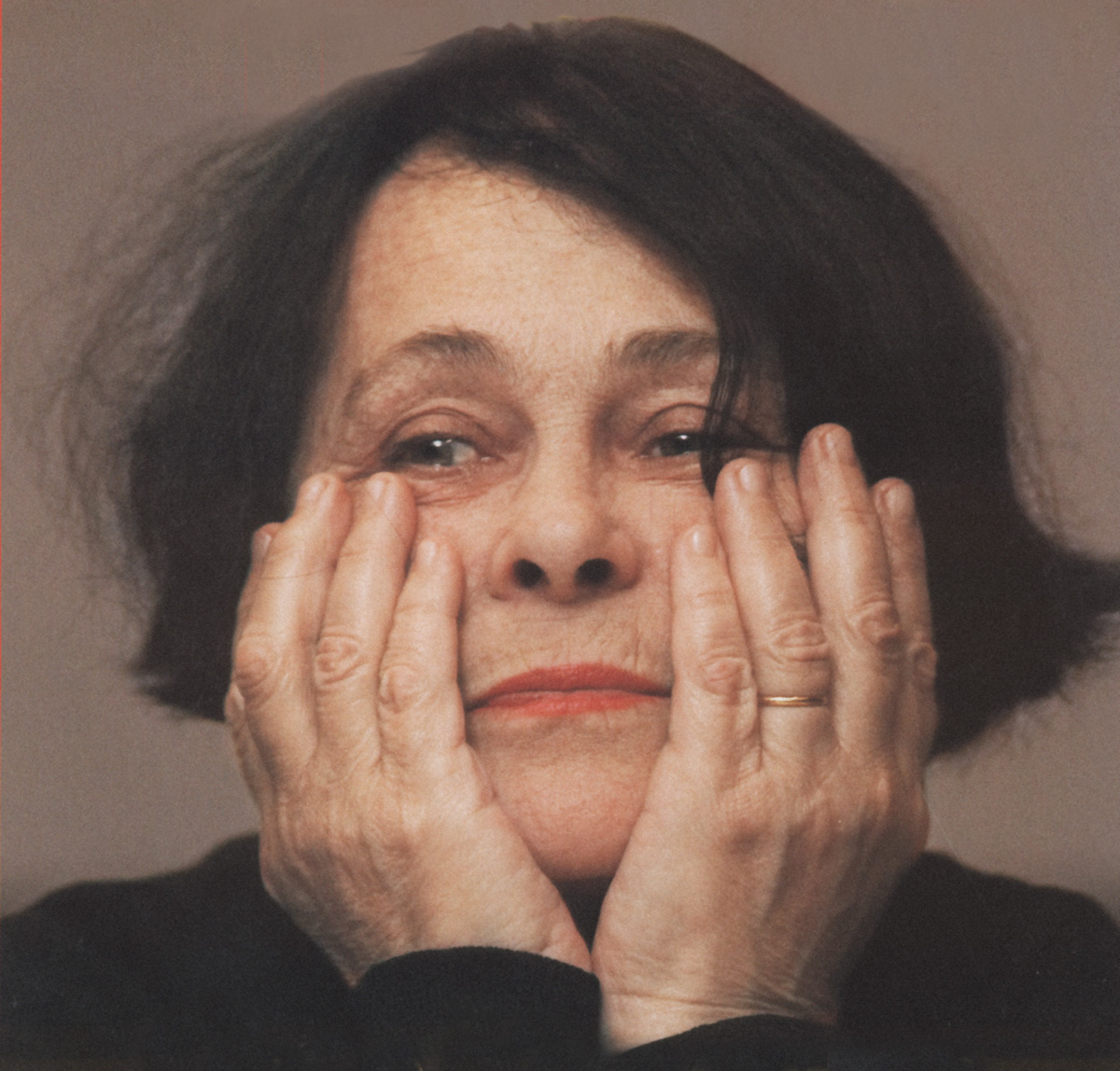
Kira Muratowa (1934–2018)

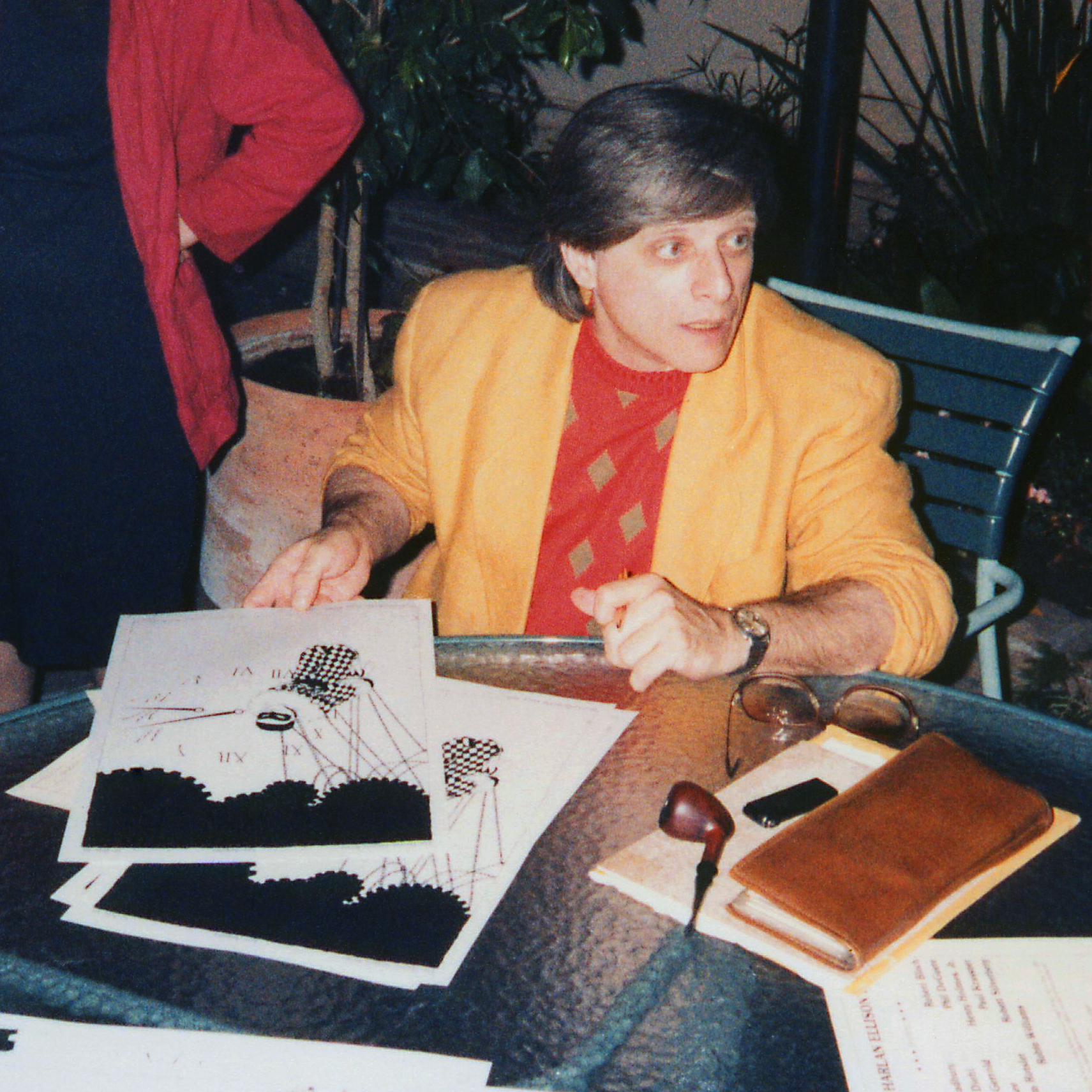
Harlan Ellison (1934–2018)

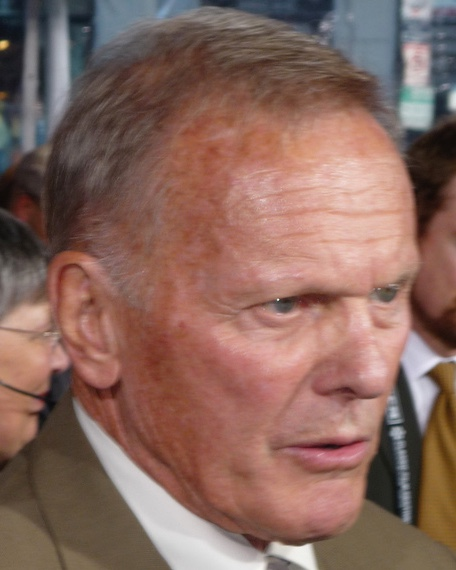
Tab Hunter (1931–2018)

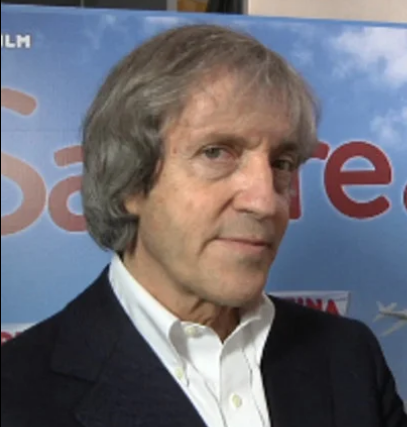
Carlo Vanzina (1951–2018)

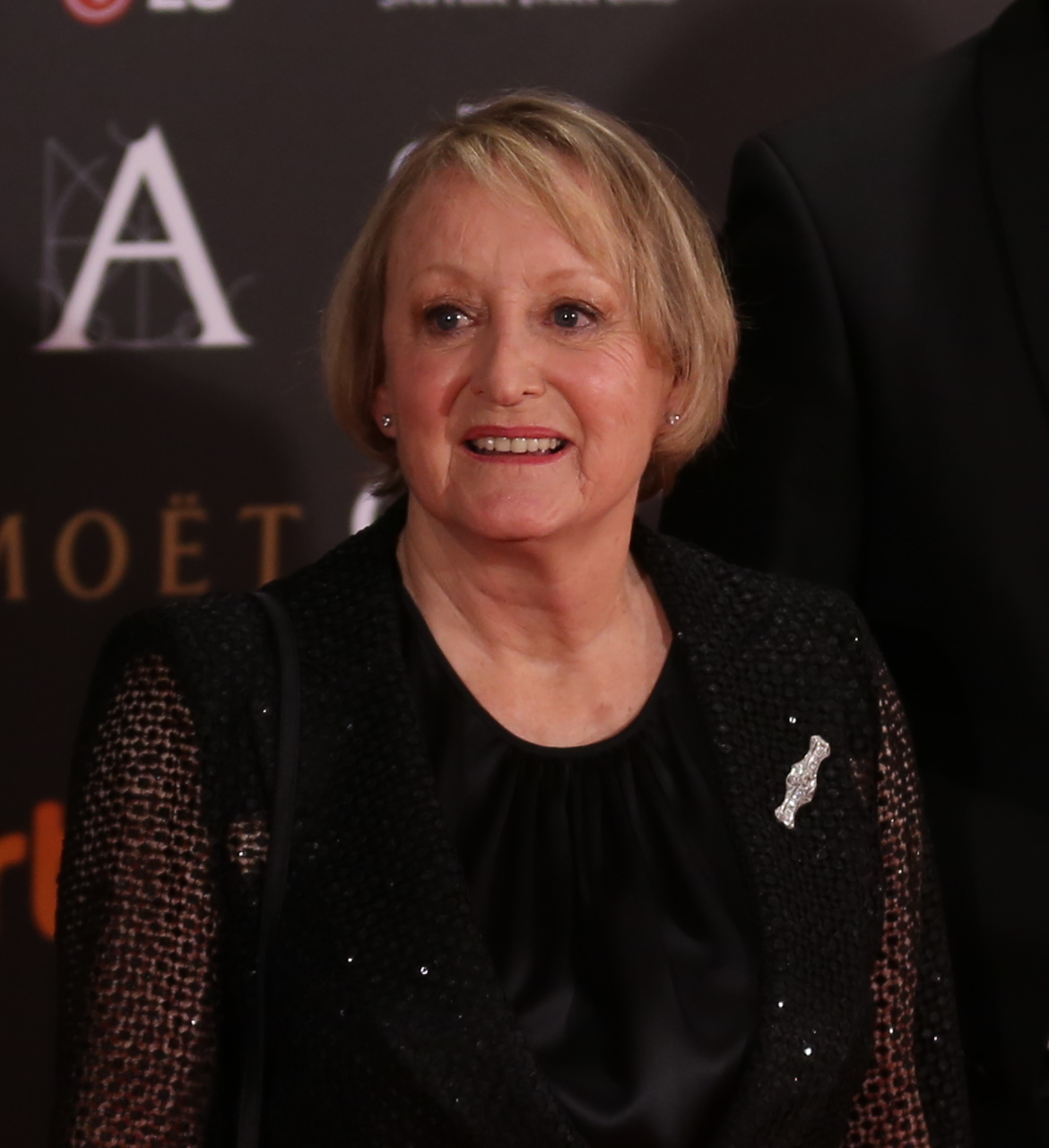
Yvonne Blake (1940–2018)

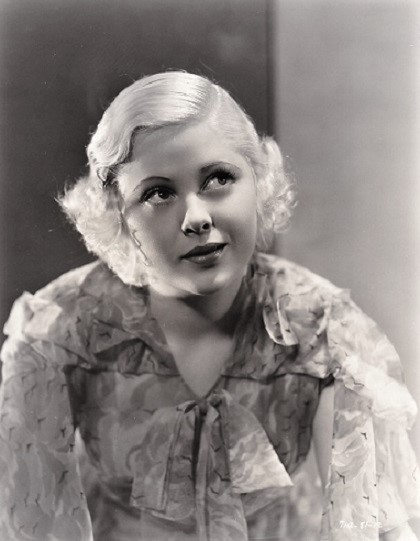
Mary Carlisle (1914–2018)

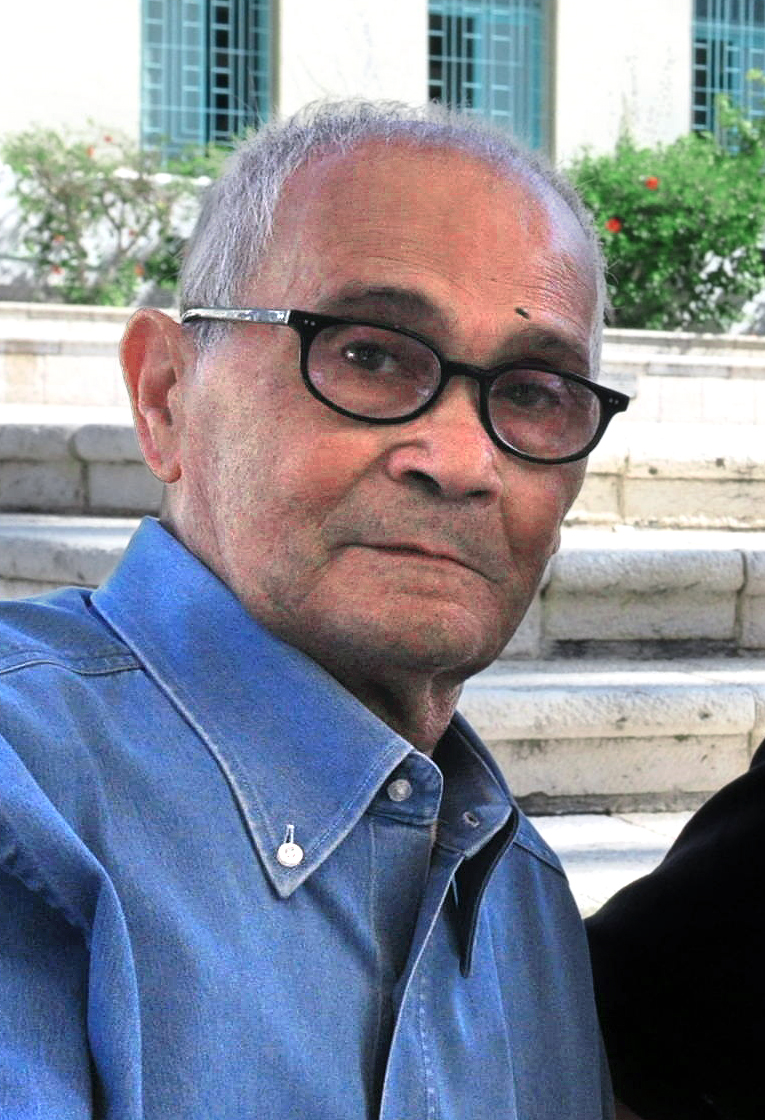
Moshé Mizrahi (1931–2018)

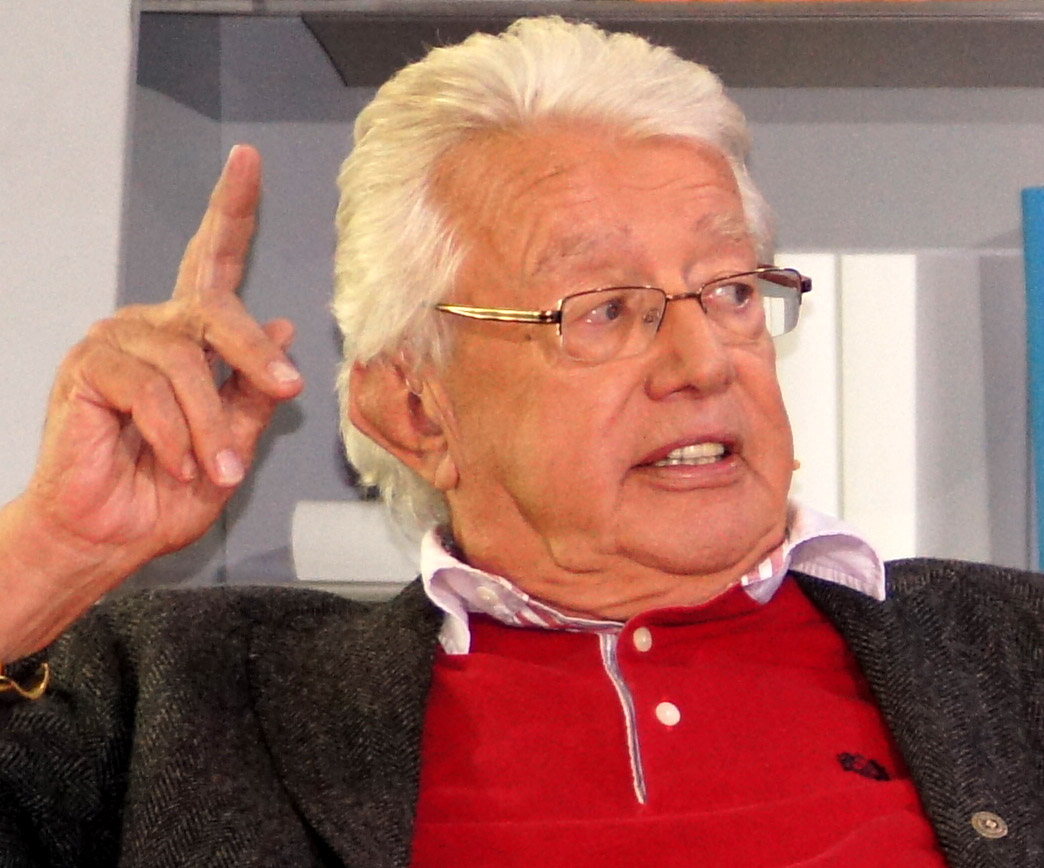
Dieter Thomas Heck (1937–2018)

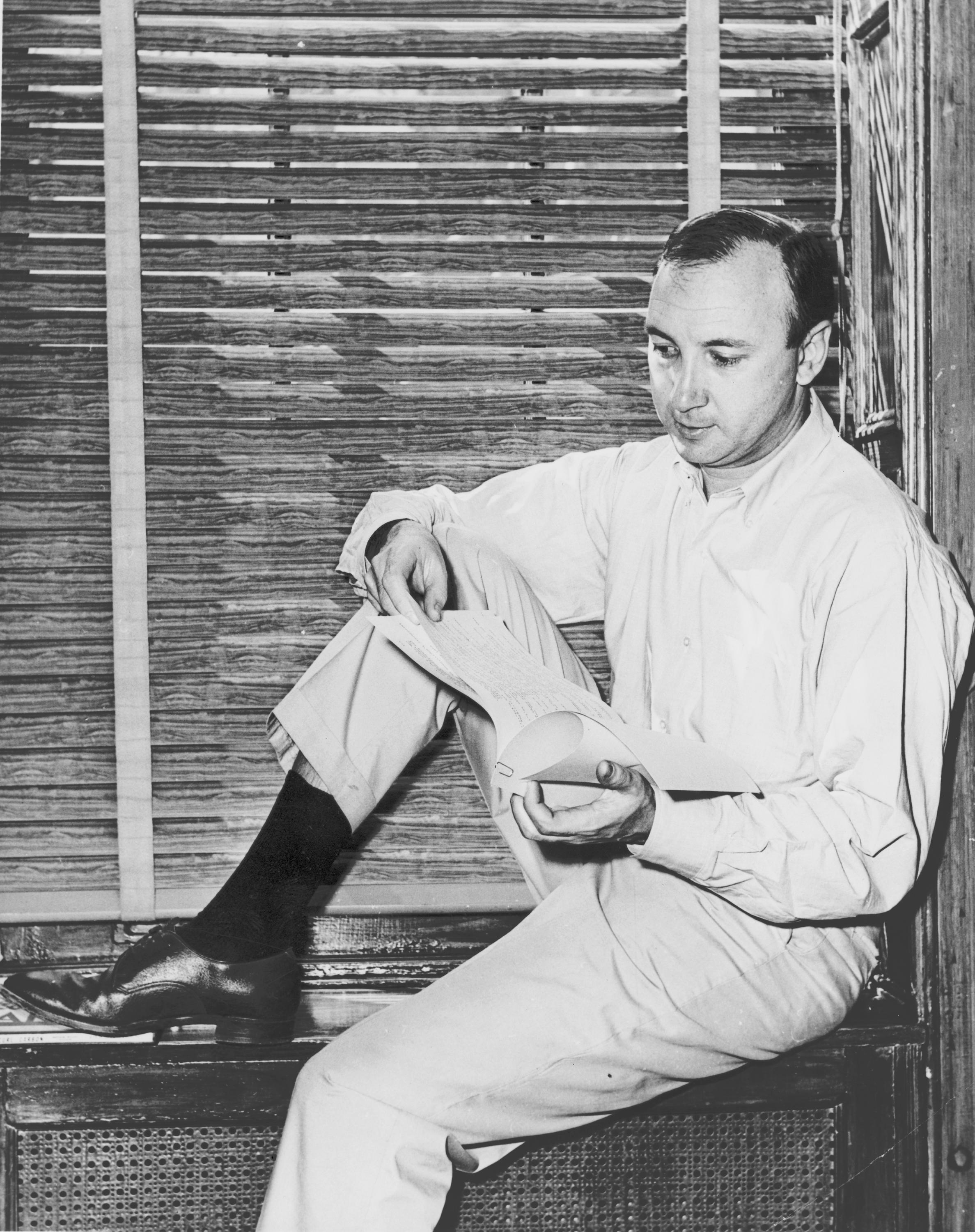
Neil Simon (1927–2018)

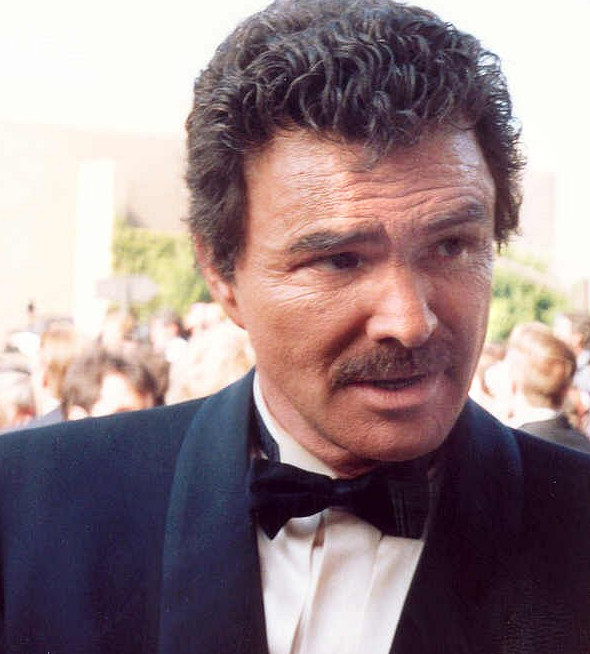
Burt Reynolds (1936–2018)

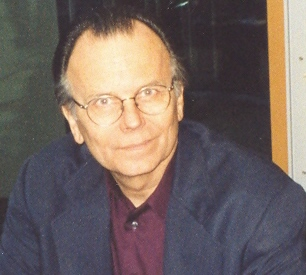
Gary Kurtz (1940–2018)

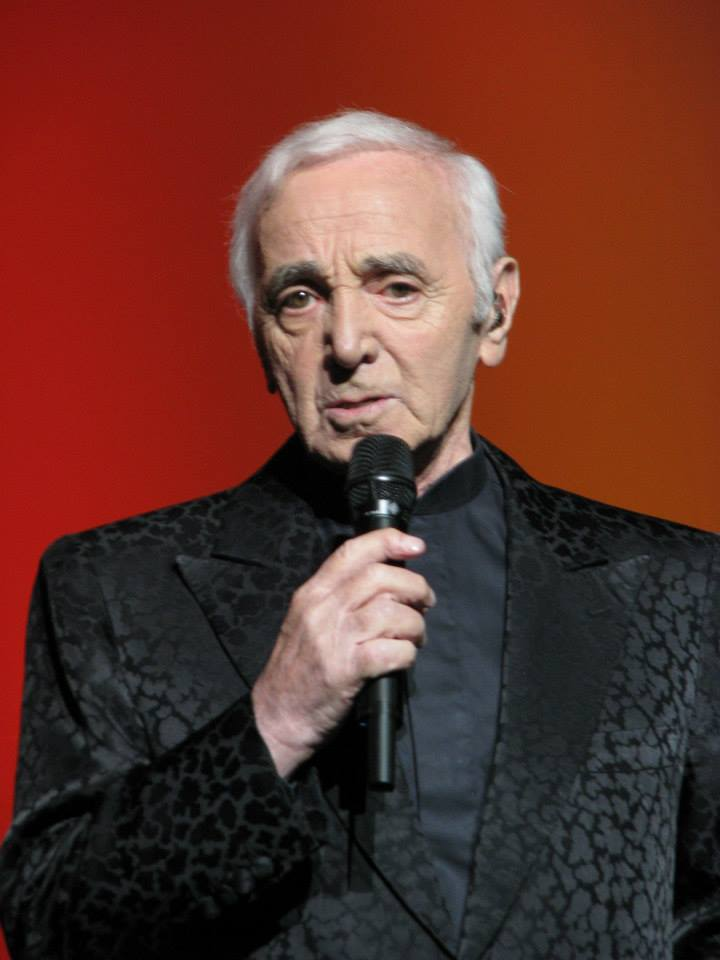
Charles Aznavour (1924–2018)

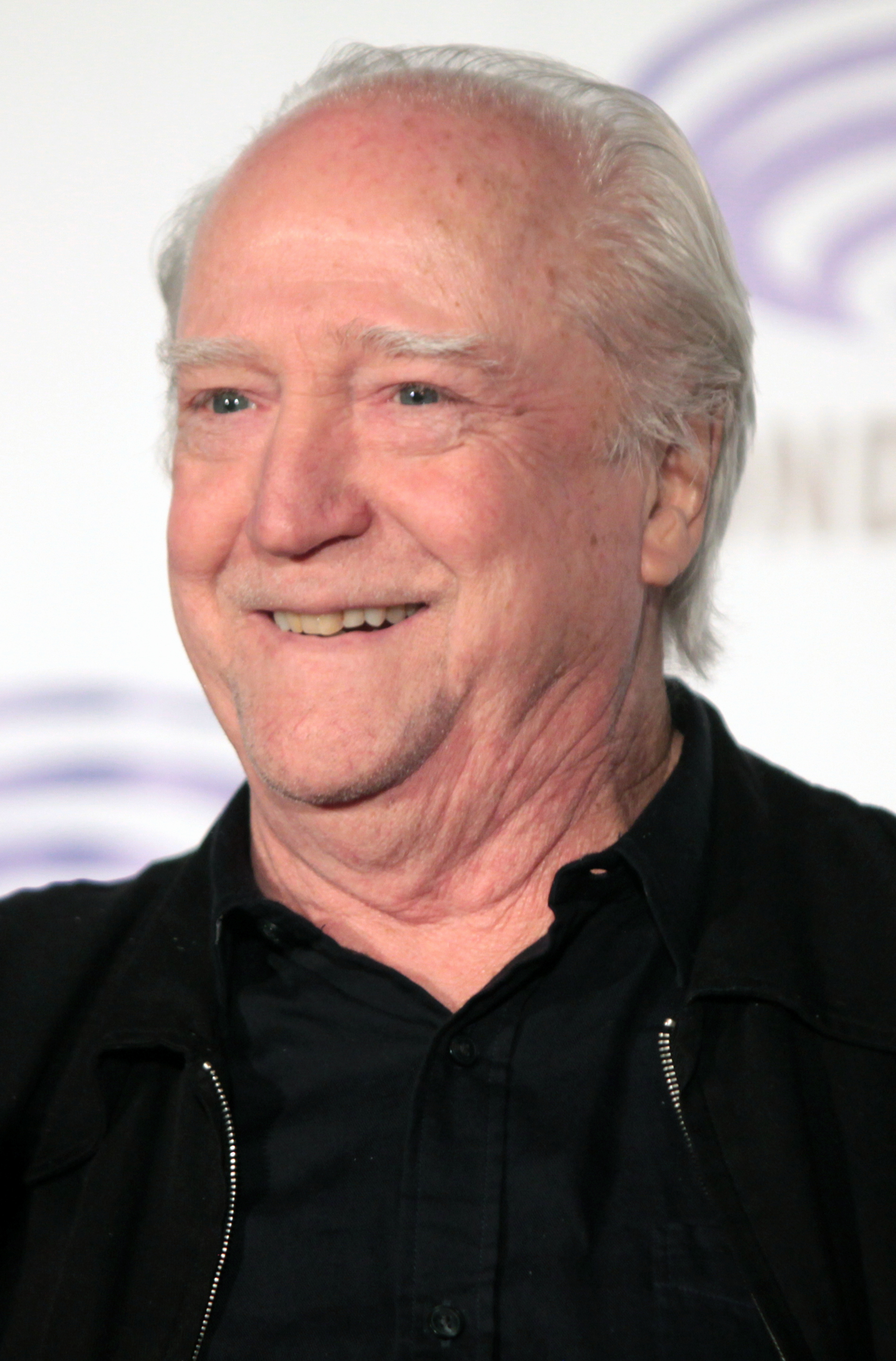
Scott Wilson (1942–2018)

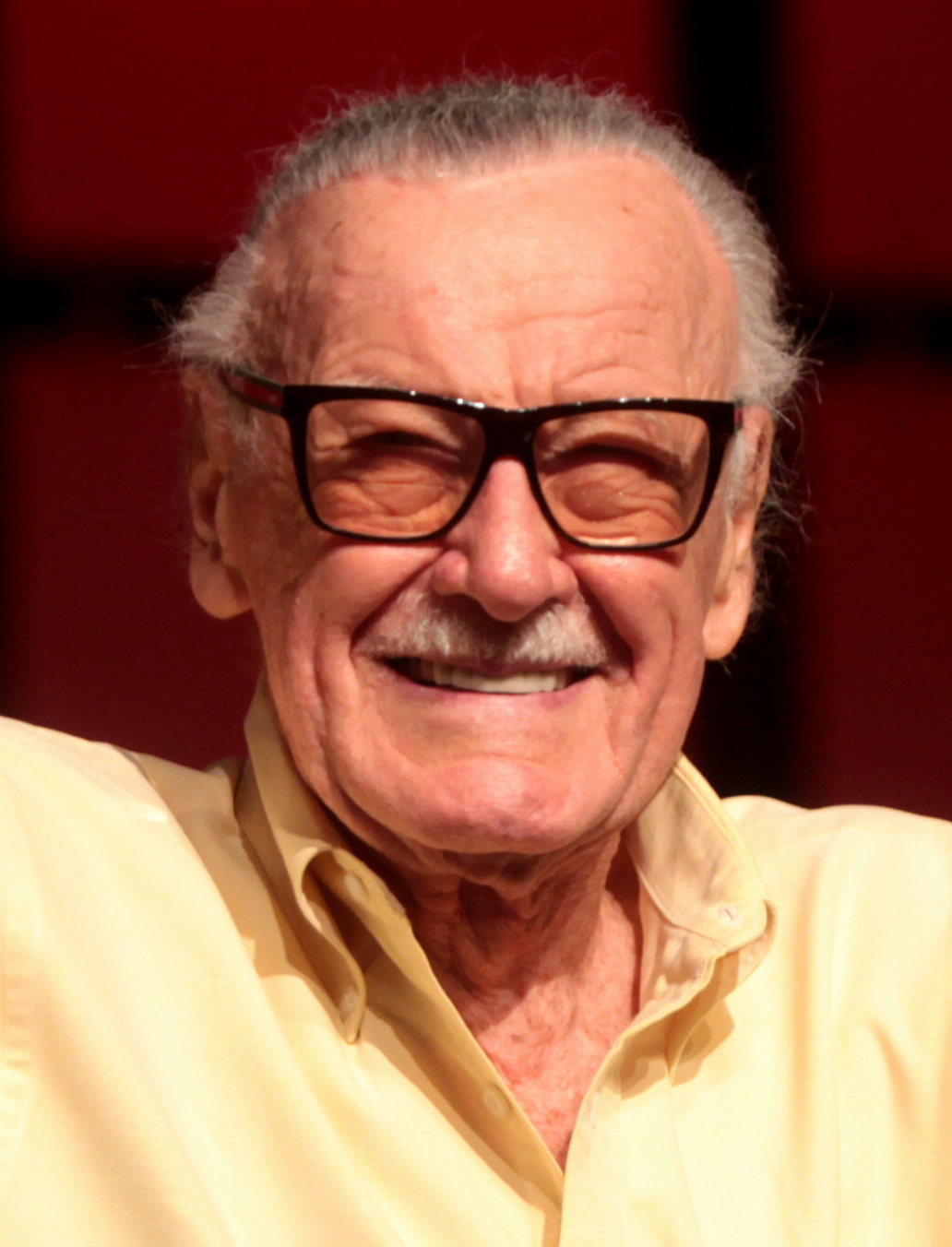
Stan Lee (1922–2018)

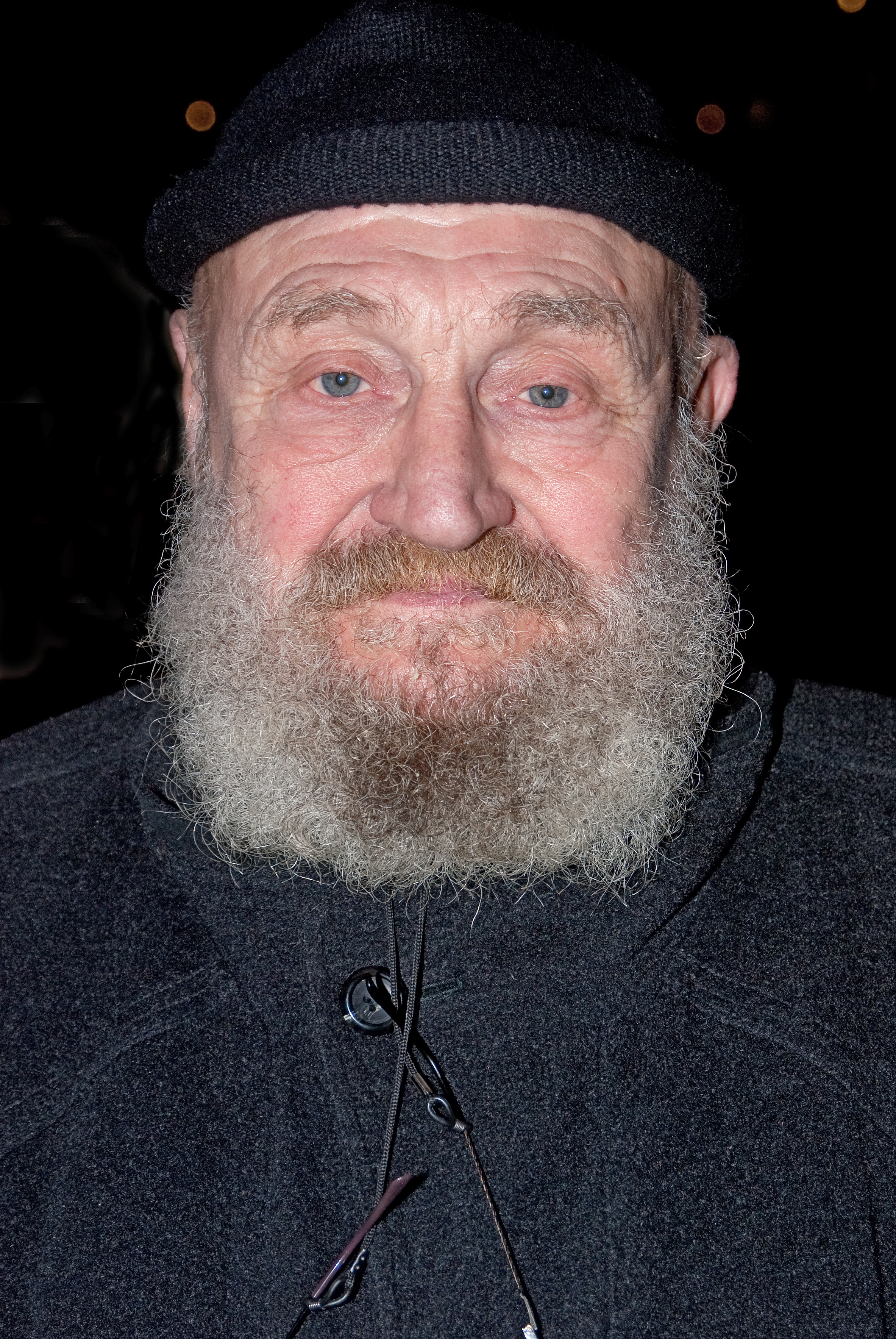
Rolf Hoppe (1930–2018)

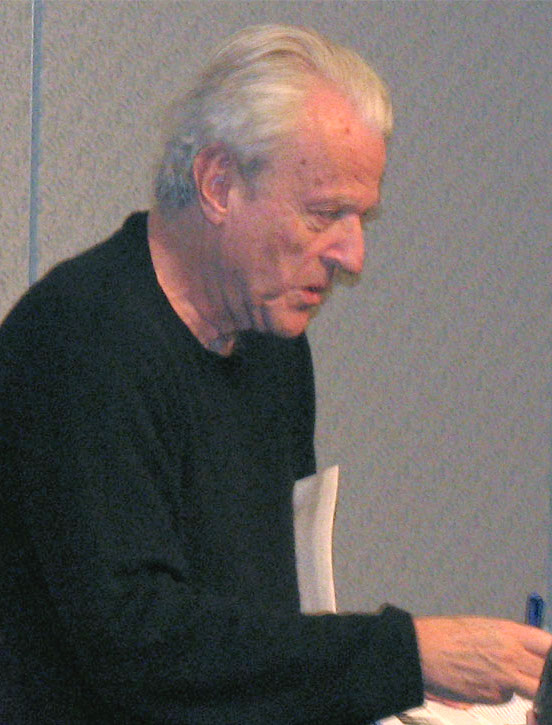
William Goldman (1931–2018)

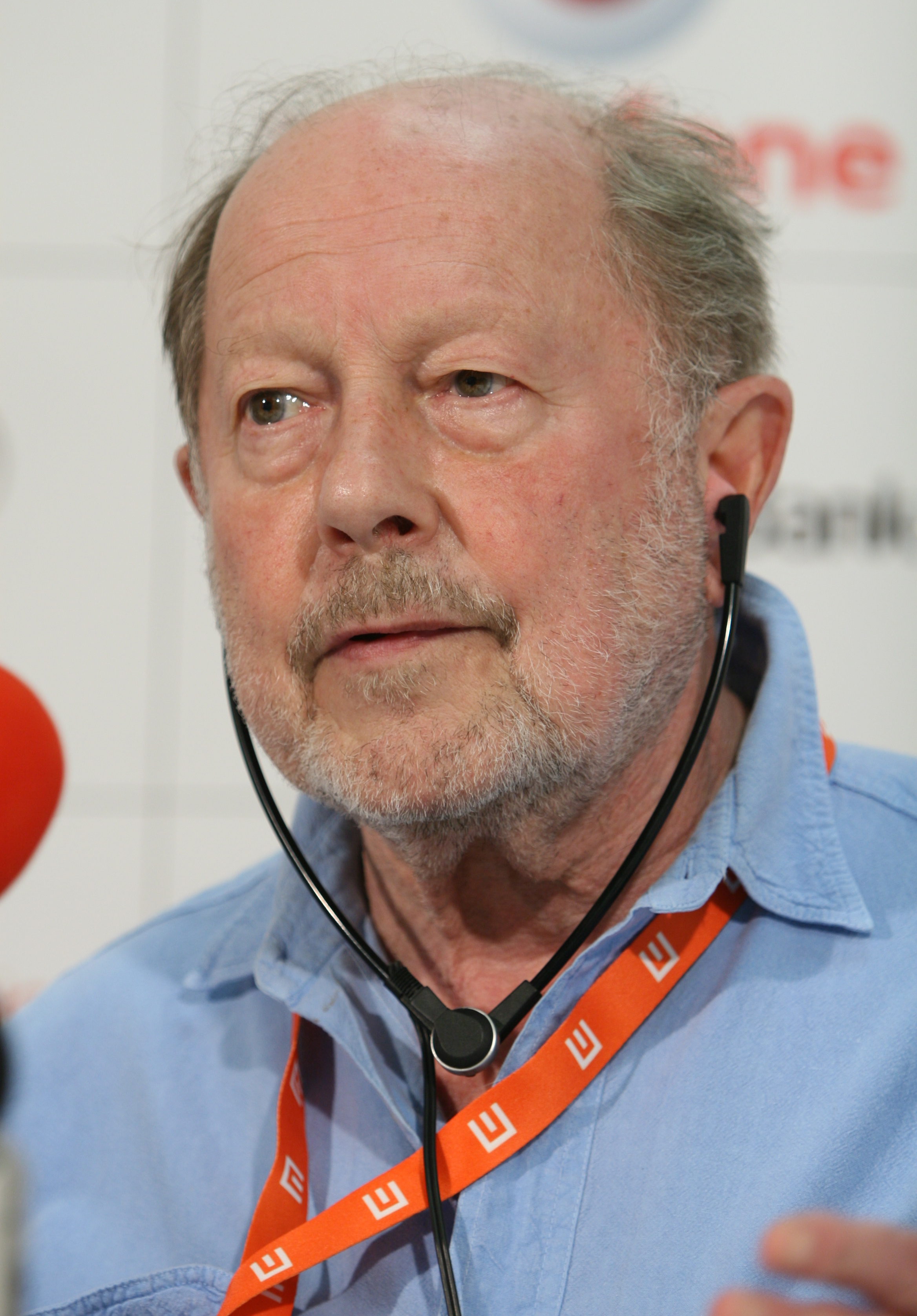
Nicolas Roeg (1928–2018)

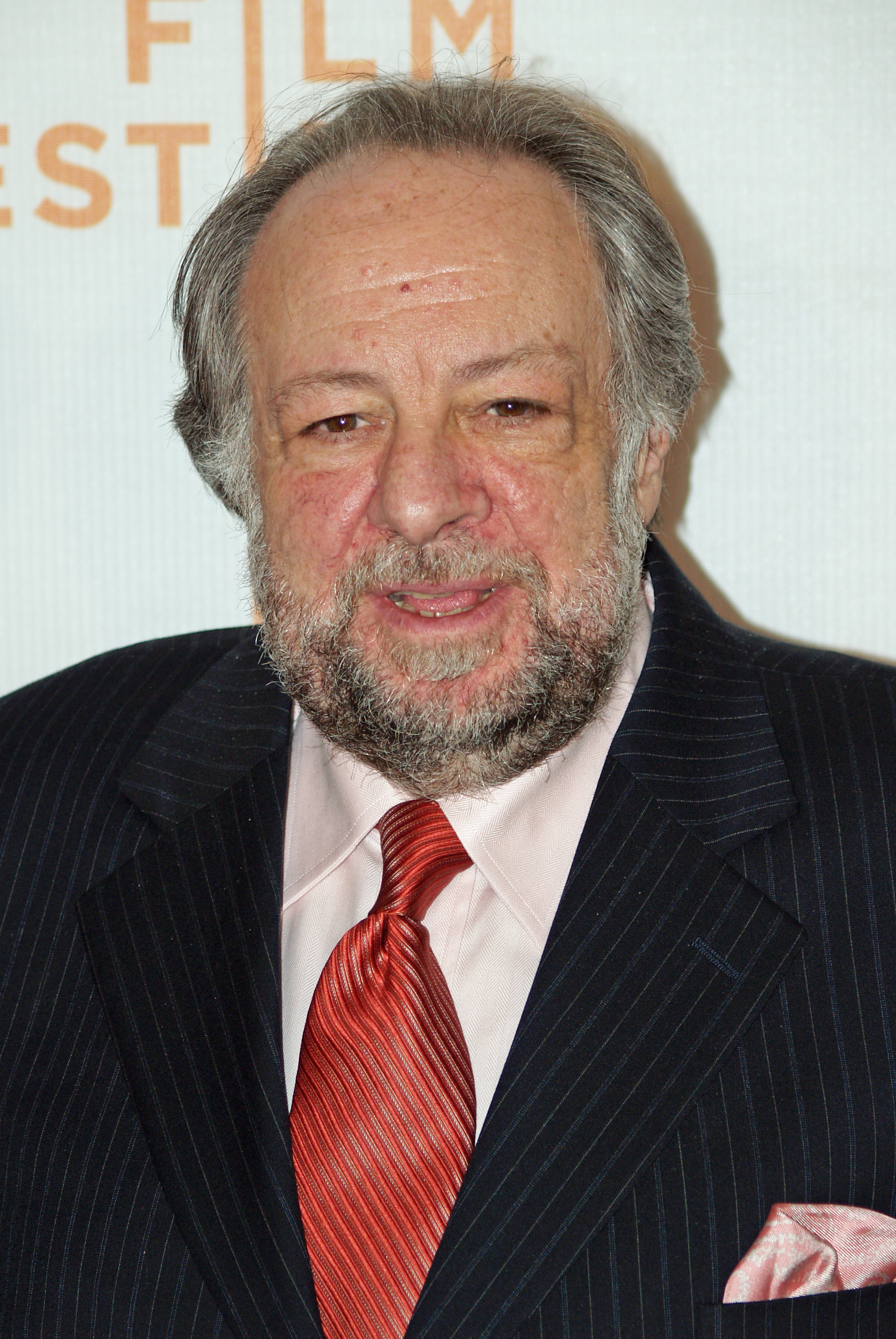
Ricky Jay (1946–2018)

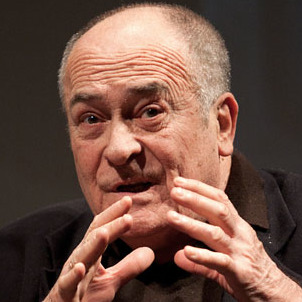
Bernardo Bertolucci (1941–2018)

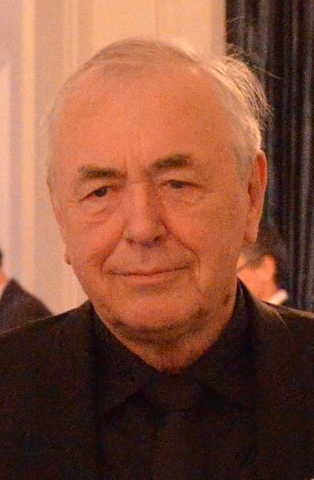
Geoff Murphy (1938–2018)

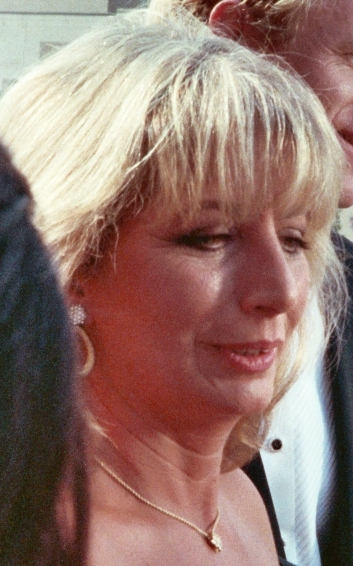
Penny Marshall (1943–2018)

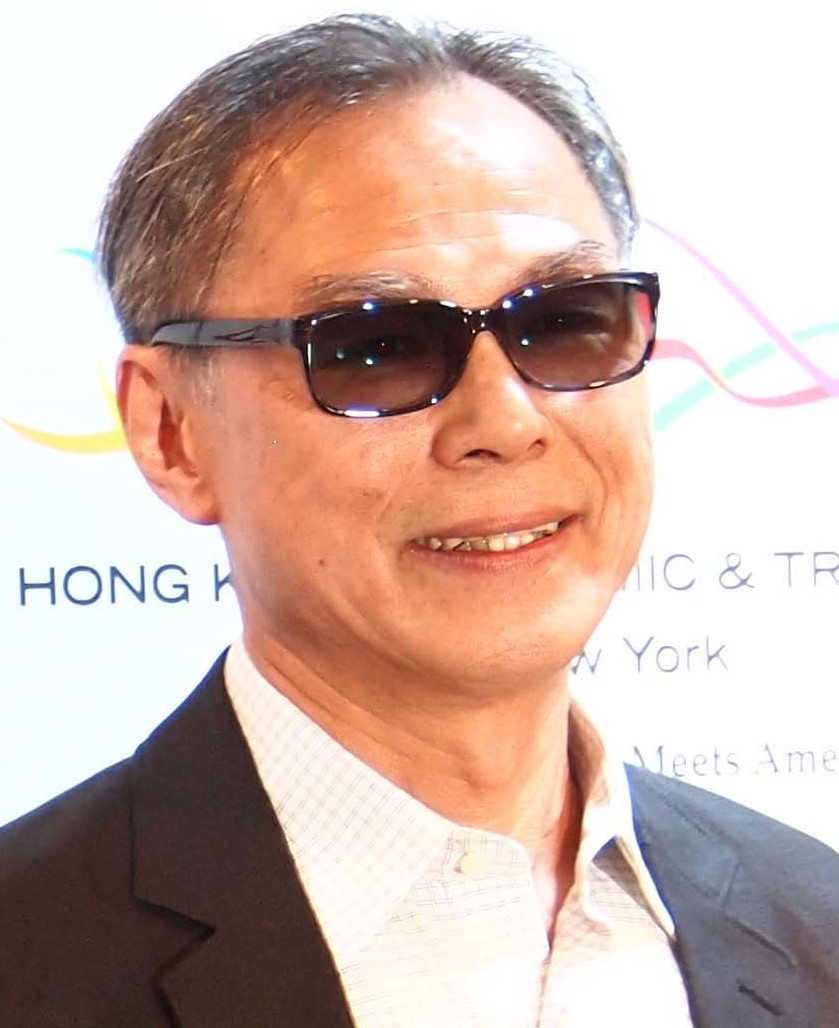
Ringo Lam (1955–2018)

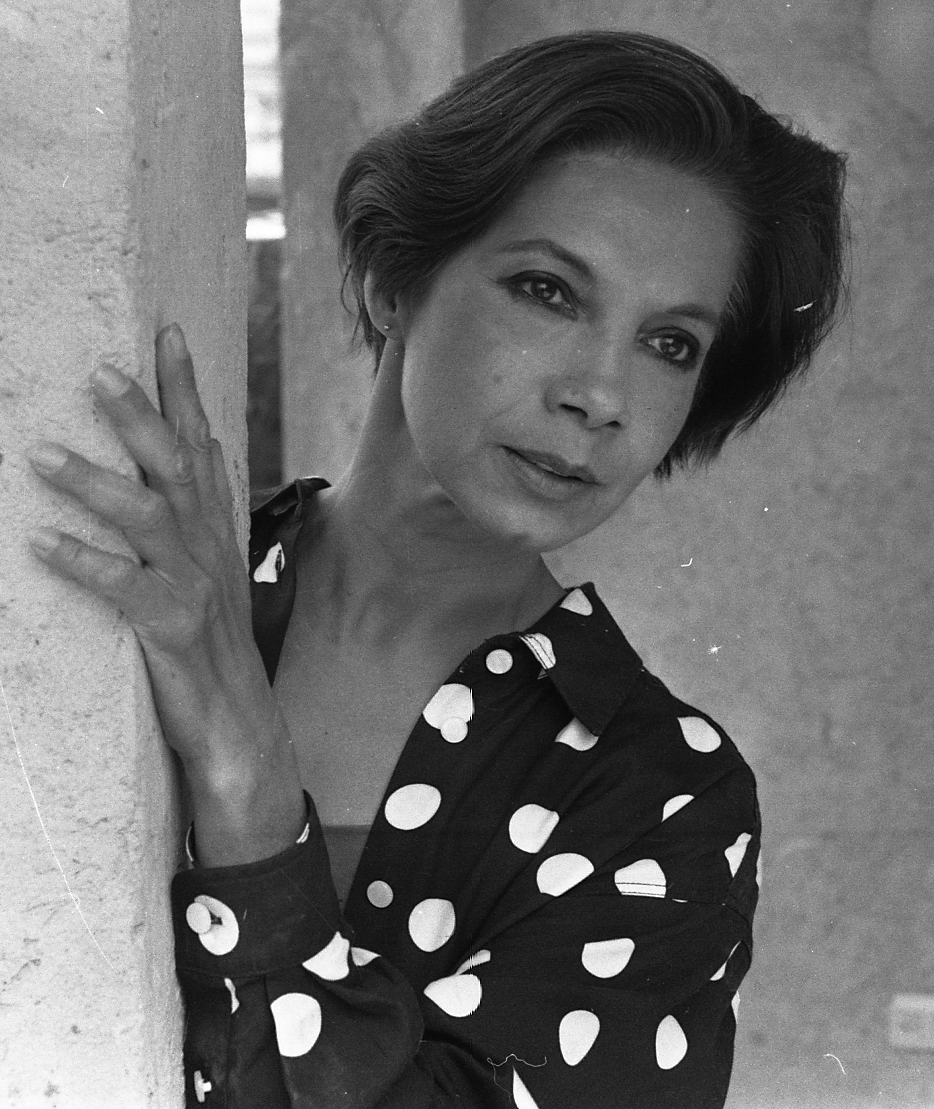
Rosenda Monteros (1935–2018)

### Januar bis März
Januar
- 01. Januar: Helmut Stange, deutscher Schauspieler (* 1929)
- 01. Januar: Jon Paul Steuer, US-amerikanischer Schauspieler (* 1984)
- 01. Januar: Wolfgang Treu, deutscher Kameramann (* 1930)
- 04. Januar: Viola Wahlen, deutsche Schauspielerin (* 1917)
- 05. Januar: Marián Labuda, slowakischer Schauspieler (* 1944)
- 05. Januar: Münir Özkul, türkischer Schauspieler (* 1925)
- 05. Januar: Marina Ripa di Meana, italienische Drehbuchautorin (* 1941)
- 05. Januar: Jerry Van Dyke, US-amerikanischer Schauspieler (* 1931)
- 06. Januar: Anne-Marie Dermon, Schweizer Schauspielerin (* 1944)
- 06. Januar: Greta Thyssen, dänisch-US-amerikanische Schauspielerin (* 1927)
- 08. Januar: Donnelly Rhodes, kanadischer Schauspieler (* 1937)
- 09. Januar: Terence Marsh, britischer Szenenbildner und Art-Direktor (* 1931)
- 10. Januar: Leopold Ahlsen, deutscher Drehbuchautor (* 1927)
- 10. Januar: Walter Knofel, österreichischer Regisseur (* 1954)
- 10. Januar: Angelika Meissner, deutsche Schauspielerin (* 1940)
- 13. Januar: Jean Porter, US-amerikanische Schauspielerin (* 1922)
- 13. Januar: Naomi Stevens, US-amerikanische Schauspielerin (* 1925)
- 14. Januar: Hugh Wilson, US-amerikanischer Regisseur, Produzent und Drehbuchautor (* 1943)
- 15. Januar: Stefan Born, deutscher Schauspieler (* 1950)
- 15. Januar: Peter Wyngarde, britischer Schauspieler (* 1927)
- 16. Januar: Bradford Dillman, US-amerikanischer Schauspieler (* 1930)
- 16. Januar: Peter Groeger, deutscher Schauspieler, Regisseur und Synchronsprecher (* 1933)
- 16. Januar: Moya O’Sullivan, australische Schauspielerin (* 1926)
- 19. Januar: Anna Campori, italienische Schauspielerin (* 1917)
- 19. Januar: Olivia Cole, US-amerikanische Schauspielerin (* 1942)
- 19. Januar: Dorothy Malone, US-amerikanische Schauspielerin (* 1924)
- 19. Januar: Allison Shearmur, US-amerikanische Produzentin (* 1963)
- 21. Januar: Gianni Bongioanni, italienischer Regisseur (* 1928)
- 21. Januar: Jens Okking, dänischer Schauspieler (* 1939)
- 21. Januar: Connie Sawyer, US-amerikanische Schauspielerin (* 1912)
- 23. Januar: Hugh Masekela, südafrikanischer Komponist (* 1939)
- 24. Januar: Warren Miller, US-amerikanischer Dokumentarfilmer (* 1924)
- 25. Januar: John Morris, US-amerikanischer Filmkomponist (* 1926)
- 27. Januar: Hilmar Baumann, deutscher Schauspieler (* 1939)
- 27. Januar: Christa Pasemann, deutsche Schauspielerin (* 1935)
- 29. Januar: Hilton McConnico, US-amerikanischer Szenenbildner (* 1943)
- 30. Januar: Janine Reynaud, französische Schauspielerin und Fotomodell (* 1930)
- 30. Januar: Mark Salling, US-amerikanischer Schauspieler und Sänger (* 1982)
- 30. Januar: Louis Zorich, US-amerikanischer Schauspieler (* 1924)
- 31. Januar: Ann Gillis, US-amerikanische Schauspielerin (* 1927)
- 31. Januar: Haim Gouri, israelischer Dokumentarfilmer (* 1923)
- 31. Januar: Lothar Grützner, deutscher Schauspieler und Synchronsprecher (* 1926)
- 31. Januar: Alf Humphreys, kanadischer Schauspieler (* 1953)
- 31. Januar: Matthias Kniesbeck, deutscher Schauspieler und Regisseur (* 1955)

Februar
- 01. Februar: Reyes Abades, spanischer Spezialeffekt-Animator (* 1949)
- 01. Februar: Bernard Zitzermann, französischer Kameramann (* 1942)
- 02. Februar: Ole Thestrup, dänischer Schauspieler (* 1948)
- 03. Februar: Ilse Petri, deutsche Schauspielerin (* 1918)
- 03. Februar: Rolf Zacher, deutscher Schauspieler (* 1941)
- 04. Februar: John Mahoney, US-amerikanischer Schauspieler (* 1940)
- 06. Februar: Heinz Petters, österreichischer Schauspieler (* 1932)
- 07. Februar: Mickey Jones, US-amerikanischer Musiker und Schauspieler (* 1941)
- 08. Februar: Marie Gruber, deutsche Schauspielerin (* 1955)
- 09. Februar: Reg E. Cathey, US-amerikanischer Schauspieler (* 1958)
- 09. Februar: John Gavin, US-amerikanischer Schauspieler (* 1931)
- 09. Februar: Jóhann Jóhannsson, isländischer Komponist (* 1969)
- 11. Februar: Vic Damone, US-amerikanischer Schauspieler (* 1928)
- 12. Februar: Willkit Greuèl, deutscher Schauspieler (* 1918)
- 12. Februar: Louise Latham, US-amerikanische Schauspielerin (* 1922)
- 13. Februar: Edward M. Abroms, US-amerikanischer Filmeditor und Fernsehregisseur (* 1935)
- 13. Februar: Wilfried Minks, deutscher Bühnenbildner (* 1930)
- 13. Februar: Nini Theilade, dänische Balletttänzerin, Ballettchoreografin und Schauspielerin (* 1915)
- 15. Februar: Lassie Lou Ahern, US-amerikanische Schauspielerin (* 1920)
- 15. Februar: Pier Paolo Capponi, italienischer Schauspieler (* 1938)
- 15. Februar: Christian Rode, deutscher Schauspieler und Synchronsprecher (* 1936)
- 18. Februar: Jochen Baumert, deutscher Schauspieler (* 1939)
- 18. Februar: Richard B. Glickman, US-amerikanischer Filmtechniker und Ingenieur (* 1926)
- 18. Februar: Nazif Mujić, bosnischer Schauspieler (* 1970)
- 18. Februar: Idrissa Ouédraogo, burkinischer Filmregisseur (* 1954)
- 19. Februar: Peter Pikl, österreichischer Schauspieler (* 1946)
- 19. Februar: Paul Urmuzescu, rumänischer Komponist (* 1928)
- 21. Februar: Emma Chambers, britische Schauspielerin (* 1963)
- 21. Februar: Ulrich Pleitgen, deutscher Schauspieler (* 1946)
- 22. Februar: Nanette Fabray, US-amerikanische Schauspielerin (* 1920)
- 23. Februar: Lewis Gilbert, britischer Regisseur, Produzent und Drehbuchautor (* 1920)
- 24. Februar: Bud Luckey, US-amerikanischer Animator (* 1934)
- 24. Februar: Erich Padalewski, österreichischer Schauspieler (* 1930)
- 24. Februar: Folco Quilici, italienischer Regisseur (* 1930)
- 24. Februar: Sridevi, indische Schauspielerin (* 1963)
- 25. Februar: Sepp Strubel, deutscher Schauspieler, Drehbuchautor und Regisseur (* 1939)
- 25. Februar: Ulrich Teschner, deutscher Schauspieler, Regisseur und Drehbuchautor (* 1939)
- 26. Februar: Elfriede Irrall, österreichische Schauspielerin (* 1938)
- 26. Februar: Katharina Voß, deutsche Schauspielerin (* 1967)
- 28. Februar: Andy Lewis, US-amerikanischer Drehbuchautor (* 1925)
- 28. Februar: Angela Ricci Lucchi, italienische Dokumentarfilmerin (* 1942)
- 28. Februar: Harvey Schmidt, US-amerikanischer Komponist (* 1929)

März
- 03. März: Hans-Joachim Martens, deutscher Schauspieler und Regisseur (* 1925)
- 03. März: Robert Scheerer, US-amerikanischer Regisseur, Produzent und Schauspieler (* 1929)
- 03. März: David Ogden Stiers, US-amerikanischer Schauspieler und Musiker (* 1942)
- 04. März: Trude Ackermann, österreichische Schauspielerin (* 1924)
- 04. März: Theo Hinz, deutscher Filmproduzent und Filmverleiher (* 1931)
- 04. März: Carmel McSharry, irische Schauspielerin (* 1926)
- 06. März: Vlastimil Bedrna, tschechischer Schauspieler (* 1929)
- 06. März: Wolfgang Noack, deutscher Schauspieler (* 1951)
- 07. März: Jerzy Milian, polnischer Komponist (* 1935)
- 10. März: Elvira Schalcher, Schweizer Schauspielerin (* 1923)
- 11. März: Alba Arnova, italienische Ballerina und Schauspielerin (* 1930)
- 11. März: Ken Dodd, britischer Schauspieler und Drehbuchautor (* 1927)
- 11. März: Siegfried Rauch, deutscher Schauspieler (* 1932)
- 12. März: Oleg Pawlowitsch Tabakow, russischer Schauspieler (* 1935)
- 13. März: Heinz Freitag, deutscher Synchronregisseur (* 1941)
- 14. März: Palle Kjærulff-Schmidt, dänischer Regisseur (* 1931)
- 15. März: Erwin C. Dietrich, Schweizer Drehbuchautor, Produzent, Regisseur und Schauspieler (* 1930)
- 15. März: Robert Grossman, US-amerikanischer Produzent (* 1940)
- 15. März: Aranka Jaenke-Mamero, deutsche Schauspielerin und Synchronsprecherin (* 1924)
- 17. März: Geneviève Fontanel, französische Schauspielerin (* 1936)
- 17. März: Benny Fredriksson, schwedischer Schauspieler (* 1959)
- 18. März: Jochen Senf, deutscher Schauspieler (* 1942)
- 20. März: Katie Boyle, britische Schauspielerin (* 1926)
- 21. März: Martha Wallner, österreichische Schauspielerin (* 1927)
- 21. März: Hans-Jürgen Wolf, deutscher Synchronsprecher und Schauspieler (* 1950)
- 23. März: DuShon Monique Brown, US-amerikanische Schauspielerin (* 1968)
- 23. März: Alberto Ongaro, italienischer Drehbuchautor (* 1925)
- 23. März: Ralph Woolsey, US-amerikanischer Kameramann (* 1914)
- 24. März: Karlheinz Gaffkus, deutscher Tänzer, Schauspieler und Aufnahmeleiter (* 1933)
- 25. März: Erich Ude, deutscher Schauspieler (* 1931)
- 26. März: Fabrizio Frizzi, italienischer Synchronsprecher (* 1958)
- 27. März: Stéphane Audran, französische Schauspielerin (* 1932)

### April bis Juni
April
- 01. April: Steven Bochco, serbischstämmiger US-amerikanischer Drehbuchautor und Produzent (* 1943)
- 02. April: Susan Anspach, US-amerikanische Schauspielerin (* 1942)
- 04. April: Soon-Tek Oh, US-amerikanischer Schauspieler (* 1932)
- 04. April: Johnny Valiant, US-amerikanischer Wrestler und Schauspieler (* 1946)
- 05. April: Tim O’Connor, US-amerikanischer Schauspieler (* 1927)
- 05. April: Butch Lacy, US-amerikanischer Komponist (* 1947)
- 05. April: Isao Takahata, japanischer Regisseur, Drehbuchautor und Produzent (* 1935)
- 06. April: Jacques Higelin, französischer Schauspieler (* 1940)
- 07. April: Alfred Thomalla, deutscher Szenenbildner und Filmarchitekt (* 1934)
- 08. April: Leila Abaschidse, georgische Schauspielerin und Produzentin (* 1929)
- 08. April: Juraj Herz, jüdisch-slowakischer Regisseur (* 1934)
- 08. April: Chuck McCann, US-amerikanischer Schauspieler (* 1934)
- 09. April: Christa Gottschalk, deutsche Schauspielerin (* 1927)
- 09. April: Dewey Martin, US-amerikanischer Schauspieler (* 1923)
- 12. April: Giuliano Cenci, italienischer Trickfilmzeichner (* 1931)
- 13. April: Miloš Forman, tschechoslowakisch-US-amerikanischer Filmregisseur (* 1932)
- 13. April: Thomas Petruo, deutscher Schauspieler und Synchronsprecher (* 1956)
- 14. April: Isabella Biagini, italienische Schauspielerin (* 1943)
- 14. April: Kirk Simon, US-amerikanischer Regisseur, Produzent und Drehbuchautor (* 1954)
- 15. April: Philip D’Antoni, US-amerikanischer Produzent (* 1929)
- 15. April: R. Lee Ermey, US-amerikanischer Schauspieler (* 1944)
- 15. April: Vittorio Taviani, italienischer Regisseur (* 1929)
- 15. April: Lysanne Thibodeau, kanadische Regisseurin (* 1959)
- 16. April: Harry Anderson, US-amerikanischer Schauspieler und Drehbuchautor (* 1952)
- 16. April: Choi Eun-hee, südkoreanische Schauspielerin (* 1926)
- 16. April:  Pamela Gidley, US-amerikanische Schauspielerin (* 1965)
- 21. April: Genia Lapuhs, deutsche Schauspielerin und Synchronsprecherin (* 1925)
- 21. April: Guggi Löwinger, österreichische Schauspielerin (* 1939)
- 21. April: Nelson Pereira dos Santos, brasilianischer Regisseur, Drehbuchautor und Produzent (* 1928)
- 21. April: Verne Troyer, US-amerikanischer Schauspieler (* 1969)
- 22. April: Demeter Bitenc, slowenischer Schauspieler (* 1922)
- 22. April: Elfie Dugal, deutsche Schauspielerin und Synchronsprecherin (* 1920)
- 23. April: Donald O’Brien, irisch-französischer Schauspieler (* 1930)
- 23. April: Arthur B. Rubinstein, US-amerikanischer Komponist (* 1938)
- 25. April: Michael Anderson, britischer Regisseur (* 1920)
- 26. April: Gianfranco Parolini, italienischer Regisseur und Drehbuchautor (* 1925)
- 27. April: Paul Junger Witt, US-amerikanischer Produzent (* 1941)
- 28. April: Elga Sorbas, deutsche Schauspielerin (* 1945)
- 29. April: Robert Mandan, US-amerikanischer Schauspieler (* 1932)

Mai
- 02. Mai: Wolfgang Völz, deutscher Schauspieler und Synchronsprecher (* 1930)
- 02. Mai: Wang Danfeng, chinesische Schauspielerin (* 1924)
- 03. Mai: Günter Herburger, deutscher Drehbuchautor (* 1932)
- 05. Mai: Adolfo Lastretti, italienischer Schauspieler (* 1937)
- 05. Mai: Pierre Rissient, französischer Filmregisseur, Produzent und Drehbuchautor (* 1936)
- 07. Mai: Søren Hyldgaard, dänischer Komponist (* 1962)
- 07. Mai: Juliane Korén, deutsche Schauspielerin (* 1951)
- 07. Mai: Eva Maria Meineke, deutsche Schauspielerin (* 1923)
- 07. Mai: Ermanno Olmi, italienischer Regisseur, Drehbuchautor und Kameramann (* 1931)
- 08. Mai: Anne V. Coates, britische Filmeditorin (* 1925)
- 10. Mai: Eike Domroes, deutscher Schauspieler (* 1952)
- 11. Mai: Anita Das, indische Schauspielerin (* 1951)
- 11. Mai: Josh Greenfeld, US-amerikanischer Drehbuchautor (* 1928)
- 12. Mai: Earl W. Wallace, US-amerikanischer Drehbuchautor (* 1942)
- 13. Mai: Glenn Branca, US-amerikanischer Komponist (* 1948)
- 13. Mai: Margot Kidder, kanadische Schauspielerin (* 1948)
- 14. Mai: Renate Delfs, deutsche Schauspielerin (* 1925)
- 14. Mai: Maria Körber, deutsche Schauspielerin (* 1930)
- 15. Mai: Gisela Walther, deutsche Choreografin (* 1935)
- 16. Mai: Joseph Campanella, US-amerikanischer Schauspieler (* 1924)
- 16. Mai: Lucian Pintilie, rumänischer Regisseur, Schauspieler und Drehbuchautor (* 1933)
- 17. Mai: Maciej Maciejewski, polnischer Schauspieler (* 1914)
- 17. Mai: Horst Rehberg, deutscher Schauspieler (* 1937)
- 18. Mai: Hans-Jürgen Pabst, deutscher Schauspieler (* 1954)
- 19. Mai: Vincent McEveety, US-amerikanischer Regisseur (* 1929)
- 20. Mai: Bill Gold, US-amerikanischer Grafiker und Filmplakat-Künstler (* 1921)
- 20. Mai: Patricia Morison, US-amerikanische Schauspielerin (* 1915)
- 21. Mai: Alexander Jakowlewitsch Askoldow, russischer Regisseur und Drehbuchautor (* 1932)
- 21. Mai: Anna Maria Ferrero, italienische Schauspielerin (* 1934)
- 21. Mai: Andreas Herder, deutscher Schauspieler (* 1964)
- 21. Mai: Allyn Ann McLerie, US-amerikanische Schauspielerin und Sängerin (* 1926)
- 21. Mai: Clint Walker, US-amerikanischer Schauspieler (* 1927)
- 24. Mai: Jerry Maren, US-amerikanischer Schauspieler (* 1920)
- 25. Mai: Sergio Graziani, italienischer Schauspieler und Synchronsprecher (* 1930)
- 28. Mai: Maria Mucke, deutsche Sängerin und Schauspielerin (* 1919)
- 28. Mai: María Dolores Pradera, spanische Sängerin und Schauspielerin (* 1924)
- 30. Mai: Gabriel Gascon, kanadischer Schauspieler (* 1927)
- 30. Mai: Sabine Kückelmann, deutsche Filmemacherin und Schauspielerin (* 1957)
- 31. Mai: Michael D. Ford, britischer Artdirector und Szenenbildner (* 1928)

Juni
- 01. Juni: Egon Hoegen, deutscher Schauspieler und Sprecher (* 1928)
- 01. Juni: William Edward Phipps, US-amerikanischer Schauspieler (* 1922)
- 03. Juni: Inge Sievers, deutsche Schauspielerin (* 1941)
- 04. Juni: Georgann Johnson, US-amerikanische Schauspielerin (* 1926)
- 05. Juni: Edmond Richard, französischer Kameramann (* 1927)
- 06. Juni: Kira Muratowa, ukrainische Regisseurin (* 1934)
- 07. Juni: Minken Fosheim, norwegische Schauspielerin (* 1956)
- 07. Juni: Stefan Weber, österreichischer Schauspieler (* 1946)
- 08. Juni: Eunice Gayson, britische Schauspielerin (* 1928)
- 08. Juni: Jackson Odell, US-amerikanischer Schauspieler (* 1997)
- 09. Juni: Françoise Bonnot, französische Filmeditorin (* 1939)
- 11. Juni: Roman Kłosowski, polnischer Schauspieler (* 1929)
- 12. Juni: Walter Langer, österreichischer Schauspieler (* 1928)
- 14. Juni: Stanislaw Sergejewitsch Goworuchin, russischer Regisseur (* 1936)
- 16. Juni: Martin Bregman, US-amerikanischer Filmproduzent (* 1931)
- 16. Juni: Winfried Wagner, deutscher Schauspieler (* 1937)
- 18. Juni: Gō Katō, japanischer Schauspieler (* 1938)
- 18. Juni: Maria Rohm, österreichische Schauspielerin und Filmproduzentin (* 1943)
- 22. Juni: Herbert Link, österreichischer Filmemacher (* 1944)
- 22. Juni: Uta Stammer, deutsche Schauspielerin (* 1948)
- 23. Juni: Stefan Matousch, österreichischer Schauspieler (* 1948)
- 24. Juni: Wolfgang Schnecke, deutscher Szenenbildner und Trickfilmregisseur (* 1944)
- 26. Juni: Daniel Pilon, kanadischer Schauspieler (* 1940)
- 27. Juni: Cornelius Bischoff, deutscher Drehbuchautor (* 1928)
- 28. Juni: Harlan Ellison, US-amerikanischer Drehbuchautor (* 1934)
- 29. Juni: Liliane Montevecchi, französische Schauspielerin, Tänzerin und Sängerin (* 1932)
- 29. Juni: Derrick O’Connor, irischer Schauspieler (* 1941)

### Juli bis September
Juli
- 02. Juli: Maurice Lemaître, französischer Regisseur und Drehbuchautor (* 1926)
- 02. Juli: Alan Longmuir, britischer Schauspieler (* 1948)
- 03. Juli: Karin Eckhold, deutsche Schauspielerin und Synchronsprecherin (* 1938)
- 03. Juli: Robby Müller, niederländischer Kameramann (* 1940)
- 04. Juli: France Dougnac, französische Schauspielerin (* 1951)
- 05. Juli: Claude Lanzmann, französischer Regisseur und Produzent (* 1925)
- 08. Juli: Tab Hunter, US-amerikanischer Schauspieler (* 1931)
- 08. Juli: Carlo Vanzina, italienischer Regisseur, Drehbuchautor und Produzent (* 1951)
- 09. Juli: Helmut Krätzig, deutscher Regisseur, Drehbuchautor und Schauspieler (* 1933)
- 12. Juli: Laura Soveral, portugiesische Schauspielerin (* 1933)
- 12. Juli: Robert Wolders, niederländischer Schauspieler (* 1936)
- 13. Juli: Stan Dragoti, US-amerikanischer Regisseur und Drehbuchautor (* 1932)
- 14. Juli: Petr Weigl, tschechischer Regisseur (* 1939)
- 17. Juli: Gary Beach, US-amerikanischer Musicaldarsteller und Schauspieler (* 1947)
- 17. Juli: Yvonne Blake, britische Kostümbildnerin (* 1940)
- 18. Juli: Wolfgang Kaus, deutscher Schauspieler und Regisseur (* 1935)
- 19. Juli: Nino Fuscagni, italienischer Schauspieler (* 1937)
- 19. Juli: Shinobu Hashimoto, japanischer Drehbuchautor, Regisseur und Produzent (* 1918)
- 20. Juli: Alfred Kleinheinz, österreichischer Schauspieler (* 1950)
- 20. Juli: Meg Randall, US-amerikanische Schauspielerin (* 1926)
- 23. Juli: May Skaf, libanesisch-syrische Schauspielerin (* 1969)
- 25. Juli: Patrick Williams, US-amerikanischer Komponist (* 1939)
- 28. Juli: Vincenzo Labella, italienischer Drehbuchautor, Produzent und Regisseur (* 1925)
- 29. Juli: Inken Sommer, deutsche Schauspielerin, Synchronsprecherin und Drehbuchautorin (* 1937)
- 29. Juli: Tomasz Stańko, polnischer Komponist (* 1942)
- 30. Juli: Uwe Brandner, deutscher Regisseur, Drehbuchautor, Produzent, Komponist und Schauspieler (* 1941)

August
- 01. August: Mary Carlisle, US-amerikanische Schauspielerin und Sängerin (* 1914)
- 01. August: Rick Genest, kanadischer Schauspieler (* 1985)
- 01. August: Winston Ntshona, südafrikanischer Schauspieler (* 1941)
- 02. August: Birgit Stein, deutsche Schauspielerin und Filmemacherin (* 1971)
- 02. August: Thomas Weisgerber, deutscher Schauspieler (* 1929)
- 03. August: Moshé Mizrahi, israelischer Regisseur, Drehbuchautor und Produzent (* 1931)
- 03. August: Ronnie Taylor, britischer Kameramann (* 1924)
- 04. August: Brigitte Goebel, deutsche Schauspielerin (* 1948)
- 05. August: Charlotte Rae, US-amerikanische Schauspielerin (* 1926)
- 05. August: Piotr Szulkin, polnischer Regisseur, Drehbuchautor und Produzent (* 1950)
- 06. August: Zygmunt Apostoł, polnischer Schauspieler (* 1931)
- 06. August: Robert Dix, US-amerikanischer Schauspieler und Drehbuchautor (* 1935)
- 06. August: Christa Strobel, deutsche Schauspielerin (* 1924)
- 07. August: Étienne Chicot, französischer Schauspieler, Komponist und Drehbuchautor (* 1949)
- 07. August: Richard H. Kline, US-amerikanischer Kameramann (* 1926)
- 07. August: Enno Patalas, deutscher Filmhistoriker und -kritiker (* 1929)
- 08. August: John Glines, US-amerikanischer Drehbuchautor (* 1933)
- 08. August: Xenia Gratsos, US-amerikanische Schauspielerin (* 1940)
- 09. August: Klaus Wildenhahn, deutscher Dokumentarfilmer (* 1930)
- 10. August: Kazimierz Karabasz, polnischer Dokumentarfilmer (* 1930)
- 13. August: James Neidhart, kanadisch-US-amerikanischer Wrestler und Schauspieler (* 1955)
- 16. August: Benny Andersen, dänischer Drehbuchautor, Schauspieler und Komponist (* 1929)
- 16. August: Gunther Witte, deutscher Produzent und Drehbuchautor (* 1935)
- 17. August: Ezzatolah Entezami, iranischer Schauspieler (* 1924)
- 18. August: Ursula Bode, deutsche Schauspielerin (* 1922)
- 18. August: Van Doude, niederländischer Schauspieler (* 1926)
- 18. August: Agi Prandhoff, deutsche Schauspielerin und Synchronsprecherin (* 1921)
- 18. August: Egon Werdin, deutscher Kameramann (* 1954)
- 19. August: Helmut Winkelmann, deutscher Schauspieler und Synchronsprecher (* 1941)
- 20. August: Craig Zadan, US-amerikanischer Produzent (* 1949)
- 21. August: Barbara Harris, US-amerikanische Schauspielerin (* 1935)
- 21. August: Stefán Karl Stefánsson, isländischer Schauspieler (* 1975)
- 22. August: Anna Teluren, deutsche Schauspielerin (* 1916)
- 23. August: Dieter Thomas Heck, deutscher Schauspieler (* 1937)
- 23. August: David Yallop, britischer Drehbuchautor (* 1937)
- 25. August: Lindsay Kemp, britischer Tänzer, Pantomime und Schauspieler (* 1938)
- 26. August: Barbara Darrow, US-amerikanische Schauspielerin (* 1931)
- 26. August: Neil Simon, US-amerikanischer Drehbuchautor (* 1927)
- 27. August: Murray Westgate, kanadischer Schauspieler (* 1918)
- 30. August: Vanessa Marquez, US-amerikanische Schauspielerin (* 1968)
- 31. August: Susan Brown, US-amerikanische Schauspielerin (* 1932)
- 31. August: Gloria Jean, US-amerikanische Schauspielerin und Sängerin (* 1926)
- 31. August: Ian Jones, australischer Filmproduzent, Drehbuchautor und Regisseur (* 1931)
- 31. August: Jessy Rameik, deutsche Schauspielerin und Synchronsprecherin (* 1934)
- 31. August: Carole Shelley, britisch-US-amerikanische Schauspielerin (* 1939)

September
- 01. September: Carl Duering, britischer Schauspieler (* 1923)
- 01. September: Doris Gallart, deutsche Schauspielerin und Synchronsprecherin (* 1936)
- 02. September: Pasquale Buba, US-amerikanischer Filmeditor (* 1946)
- 03. September: Lydia Clarke, US-amerikanische Schauspielerin (* 1923)
- 03. September: Jacqueline Pearce, britische Schauspielerin (* 1943)
- 03. September: Thomas Rickman, US-amerikanischer Drehbuchautor und Regisseur (* 1940)
- 04. September: Bill Daily, US-amerikanischer Komiker und Schauspieler (* 1927)
- 04. September: Christopher Lawford, US-amerikanischer Schauspieler (* 1955)
- 06. September: Philippe Eidel, französischer Komponist (* 1956)
- 06. September: Burt Reynolds, US-amerikanischer Schauspieler (* 1936)
- 08. September: Chelsi Smith, US-amerikanische Schauspielerin (* 1973)
- 10. September: Peter Donat, US-amerikanischer Schauspieler (* 1928)
- 14. September: Zienia Merton, britische Schauspielerin (* 1945)
- 15. September: John M. Dwyer, US-amerikanischer Szenenbildner (* 1926)
- 15. September: Kirin Kiki, japanische Schauspielerin (* 1943)
- 15. September: Dudley Sutton, britischer Schauspieler (* 1933)
- 18. September: Marceline Loridan, französische Regisseurin, Drehbuchautorin und Schauspielerin (* 1928)
- 21. September: Peter Bosse, deutscher Schauspieler (* 1937)
- 22. September: Ottokar Runze, deutscher Schauspieler, Regisseur, Produzent und Synchronsprecher (* 1925)
- 23. September: Mark Livolsi, US-amerikanischer Filmeditor (* 1962)
- 23. September: Al Matthews, US-amerikanischer Schauspieler und Sänger (* 1942)
- 23. September: Gary Kurtz, US-amerikanischer Produzent (* 1940)
- 24. September: Marion Marshall, US-amerikanische Schauspielerin (* 1929)
- 25. September: Jerry Thorpe, US-amerikanischer Regisseur und Produzent (* 1926)
- 26. September: Ignaz Kirchner, deutscher Schauspieler (* 1946)
- 27. September: Yvonne Suhor, US-amerikanische Schauspielerin (* 1965)

### Oktober bis Dezember
Oktober
- 01. Oktober: Charles Aznavour, armenisch-französischer Chansonnier, Komponist und Schauspieler (* 1924)
- 01. Oktober: Harald Budde, deutscher Regisseur (* 1934)
- 01. Oktober: Stelvio Cipriani, italienischer Komponist (* 1937)
- 01. Oktober: Edith Teichmann, deutsche Schauspielerin und Synchronsprecherin (* 1921)
- 03. Oktober: Elisabeth Andersen, niederländische Schauspielerin (* 1920)
- 03. Oktober: Karl-Fred Müller, deutscher Schauspieler (* 1958)
- 04. Oktober: Will Vinton, US-amerikanischer Produzent, Regisseur und Animator (* 1947)
- 04. Oktober: Audrey Wells, US-amerikanische Drehbuchautorin, Regisseurin und Produzentin (* 1960)
- 05. Oktober: Nila Krjukowa, ukrainische Schauspielerin (* 1943)
- 06. Oktober: Don Askarian, aserbaidschanisch-deutscher Produzent, Regisseur und Drehbuchautor (* 1949)
- 06. Oktober: Scott Wilson, US-amerikanischer Schauspieler (* 1942)
- 07. Oktober: Gibba, italienischer Trickfilmer (* 1924)
- 07. Oktober: Peggy McCay, US-amerikanische Schauspielerin (* 1927)
- 07. Oktober: Celeste Yarnall, US-amerikanische Schauspielerin (* 1944)
- 08. Oktober: Arnold Kopelson, US-amerikanischer Produzent (* 1935)
- 08. Oktober: Venantino Venantini, italienischer Schauspieler (* 1930)
- 09. Oktober: Rolf Soja, deutscher Komponist (* 1947)
- 10. Oktober: Raymond Danon, französischer Produzent (* 1930)
- 14. Oktober: Milena Dravić, serbische Schauspielerin (* 1940)
- 17. Oktober: Hesper Anderson, US-amerikanische Drehbuchautorin (* 1934)
- 17. Oktober: Kitty Buchhammer, österreichische Schauspielerin (* 1945)
- 17. Oktober: Sebastian Fischer, deutscher Schauspieler und Synchronsprecher (* 1928)
- 17. Oktober: Kōji Tsujitani, japanischer Schauspieler, Synchronsprecher und Regisseur (* 1962)
- 19. Oktober: Fidelma Murphy, irische Schauspielerin (* 1944)
- 23. Oktober: James Karen, US-amerikanischer Schauspieler (* 1923)
- 24. Oktober: Horst Schulze, deutscher Schauspieler (* 1921)
- 27. Oktober: Ingo Insterburg, deutscher Komiker, Sänger und Schauspieler (* 1934)
- 27. Oktober: Piero del Papa, italienischer Boxer und Schauspieler (* 1938)
- 27. Oktober: Ntozake Shange, US-amerikanische Drehbuchautorin und Schauspielerin (* 1948)
- 28. Oktober: Hubert Hoelzke, deutscher Drehbuchautor, Schauspieler und Regisseur (* 1925)
- 30. Oktober: David Janowitsch Tscherkassky, sowjetischer Animator, Regisseur und Drehbuchautor (* 1932)

November
- 02. November: Torben Jensen, dänischer Schauspieler (* 1944)
- 02. November: Álvaro de Luna, spanischer Schauspieler (* 1935)
- 02. November: Kitty O’Neil, US-amerikanische Rennfahrerin und Stuntfrau (* 1946)
- 03. November: Sondra Locke, US-amerikanische Schauspielerin und Regisseurin (* 1944)
- 07. November: Francis Lai, französischer Komponist (* 1932)
- 11. November: Douglas Rain, kanadischer Schauspieler (* 1928)
- 11. November: Günter Stahnke, deutscher Regisseur und Drehbuchautor (* 1928)
- 12. November: Stan Lee, US-amerikanischer Comicautor und Produzent (* 1922)
- 13. November: Katherine MacGregor, US-amerikanische Schauspielerin (* 1925)
- 14. November: Morten Grunwald, dänischer Schauspieler und Regisseur (* 1934)
- 14. November: Rolf Hoppe, deutscher Schauspieler (* 1930)
- 14. November: Masahiro Sayama, japanischer Komponist (* 1953)
- 15. November: John Bluthal, britischer Schauspieler und Drehbuchautor (* 1929)
- 15. November: Edwin Marian, deutscher Regisseur, Autor und Schauspieler (* 1928)
- 15. November: Yves Yersin, Schweizer Filmregisseur, Drehbuchautor und Produzent (* 1942)
- 16. November: George A. Cooper, britischer Schauspieler (* 1925)
- 16. November: Pablo Ferro, kubanischer Filmtiteldesigner und Comiczeichner (* 1935)
- 16. November: William Goldman, US-amerikanischer Drehbuchautor (* 1931)
- 19. November: Eva Probst, deutsche Schauspielerin (* 1930)
- 19. November: Witold Sobociński, polnischer Kameramann (* 1929)
- 21. November: Michele Carey, US-amerikanische Schauspielerin (* 1943)
- 22. November: Alexander J. Seiler, Schweizer Regisseur (* 1928)
- 23. November: Franz Friedrich, österreichischer Schauspieler (* 1940)
- 23. November: Fritz E. Maeder, Schweizer Kameramann (* 1936)
- 23. November: Nicolas Roeg, britischer Regisseur und Kameramann (* 1928)
- 24. November: Ricky Jay, US-amerikanischer Zauberkünstler und Schauspieler (* 1946)
- 25. November: Giuliana Calandra, italienische Schauspielerin (* 1936)
- 25. November: Gloria Katz, US-amerikanische Drehbuchautorin und Produzentin (* 1942)
- 25. November: Wright King, US-amerikanischer Schauspieler (* 1923)
- 26. November: Nick Benjamin, deutscher Off-Sprecher und Schauspieler (* 1946)
- 26. November: Bernardo Bertolucci, italienischer Regisseur (* 1941)
- 26. November: Samuel Hadida, französischer Verleiher und Produzent (* 1953)
- 26. November: Stephen Hillenburg, US-amerikanischer Comiczeichner und Produzent (* 1961)
- 28. November: Lubomír Kostelka, tschechischer Schauspieler (* 1927)
- 29. November: Otto Stark, österreichischer Kabarettist und Schauspieler (* 1922)
- 30. November: Peter Armitage, britischer Schauspieler (* 1939)

Dezember
- 01. Dezember: Ken Berry, US-amerikanischer Schauspieler (* 1933)
- 01. Dezember: Ennio Fantastichini, italienischer Schauspieler (* 1955)
- 01. Dezember: Andreas Lonardoni, deutscher Komponist (* 1956)
- 01. Dezember: Maria Pacôme, französische Schauspielerin (* 1923)
- 02. Dezember: Hilli Reschl, österreichische Tänzerin und Schauspielerin (* 1926)
- 02. Dezember: Peter Zintner, deutscher Schauspieler (* 1951)
- 03. Dezember: Philip Bosco, US-amerikanischer Schauspieler (* 1930)
- 03. Dezember: Geoff Murphy, neuseeländischer Regisseur und Drehbuchautor (* 1938)
- 05. Dezember: Werner Dütsch, deutscher Filmwissenschaftler, Fernsehredakteur und Produzent (* 1939)
- 06. Dezember: Doris Mayer, österreichische Schauspielerin (* 1958)
- 09. Dezember: Michael Seymour, britischer Szenenbildner und Artdirector (* 1932)
- 11. Dezember: Bill Siegel, US-amerikanischer Dokumentarfilmer- und Produzent (* 1962)
- 13. Dezember: John Fujioka, US-amerikanischer Schauspieler (* 1925)
- 16. Dezember: John Ford Noonan, US-amerikanischer Schauspieler und Drehbuchautor (* 1943)
- 17. Dezember: Adolf Laimböck, deutscher Schauspieler (* 1933)
- 17. Dezember: Galt MacDermot, kanadischer Komponist (* 1928)
- 17. Dezember: Penny Marshall, US-amerikanische Regisseurin, Produzentin und Schauspielerin (* 1943)
- 18. Dezember: Kazimierz Kutz, polnischer Regisseur (* 1929)
- 18. Dezember: Jana Štěpánková, tschechoslowakische Schauspielerin (* 1934)
- 19. Dezember: Norman Gimbel, US-amerikanischer Liedtexter (* 1927)
- 19. Dezember: Peter Masterson, US-amerikanischer Schauspieler, Regisseur, Drehbuchautor und Produzent (* 1934)
- 19. Dezember: Stelvio Rosi, italienischer Schauspieler (* 1938)
- 20. Dezember: Klaus Hagerup, norwegischer Drehbuchautor und Regisseur (* 1946)
- 20. Dezember: Donald Moffat, US-amerikanischer Schauspieler (* 1930)
- 21. Dezember: Laya Raki, deutsche Schauspielerin (* 1927)
- 23. Dezember: Hille Darjes, deutsche Schauspielerin (* 1943)
- 25. Dezember: Patrice Martinez, US-amerikanische Schauspielerin (* 1963)
- 26. Dezember: Frank Adonis, US-amerikanischer Schauspieler (* 1935)
- 26. Dezember: Fabio Carpi, italienischer Drehbuchautor und Regisseur (* 1925)
- 27. Dezember: Robert Kerman, US-amerikanischer Schauspieler (* 1947)
- 28. Dezember: Evelyn Gressmann, deutsche Schauspielerin und Synchronsprecherin (* 1938)
- 29. Dezember: Ringo Lam, chinesischer Regisseur und Drehbuchautor (* 1955)
- 29. Dezember: Rosenda Monteros, mexikanische Schauspielerin (* 1935)
- 29. Dezember: Marianna Toli, griechische Sängerin und Schauspielerin (* 1952)
- 29. Dezember: June Whitfield, britische Schauspielerin (* 1925)
- 30. Dezember: Don Lusk, US-amerikanischer Animator und Regisseur (* 1913)
- 30. Dezember: Mrinal Sen, indischer Regisseur (* 1923)
- 31. Dezember: Richard Marks, US-amerikanischer Filmeditor (* 1943)
- 31. Dezember: Al Reinert, US-amerikanischer Drehbuchautor, Produzent und Regisseur (* 1947)

### Genaues Todesdatum unbekannt
- Februar: Li Ching, chinesische Schauspielerin (* 1948)
- Tod bekannt gegeben im Juni: Helga Bender, deutsche Schauspielerin (* 1942)
- Tod bekannt gegeben im Juni: Franco Rossetti, italienischer Drehbuchautor und Regisseur (* 1930)